# Llista de townlands del comtat de Sligo
Aquesta és una Llista de townlands del comtat de Sligo. Hi ha aproximadament 1.325 townlands al comtat de Sligo a la República d'Irlanda.
Els noms duplicats es produeixen quan hi ha més d'un townland amb el mateix nom al comtat. Els noms marcats en negreta són les ciutats i pobles, i la paraula town apareix per a les entrades de la columna acres.

## Llista de townlands
| Townland                              | Acres | Baronia   | Parròquia civil | Poor Law Union |
| ------------------------------------- | ----- | --------- | --------------- | -------------- |
| Abbeyhalfquarter                      | 247   | Tireragh  | Kilmoremoy      | Ballina        |
| Abbeyquarter North                    | 54    | Carbury   | St. Johns       | Sligo          |
| Abbeyquarter South                    | 111   | Carbury   | St. Johns       | Sligo          |
| Abbeytown                             | 350   | Leyny     | Ballysadare     | Sligo          |
| Abbeyville (o Ardlaherty)             | 105   | Corran    | Drumrat         | Boyle          |
| Achonry                               | 3.157 | Leyny     | Achonry         | Tobercurry     |
| Aclare                                | Town  | Leyny     | Kilmacteige     | Tobercurry     |
| Aderavoher                            | 34    | Tireragh  | Easky           | Dromore West   |
| Aghagad                               | 417   | Carbury   | Drumcliff       | Sligo          |
| Aghalenane                            | 45    | Tirerrill | Tawnagh         | Sligo          |
| Aghamore Far                          | 853   | Carbury   | St. Johns       | Sligo          |
| Aghamore Near                         | 283   | Carbury   | St. Johns       | Sligo          |
| Aghanagh                              | 307   | Tirerrill | Aghanagh        | Boyle          |
| Agharrow                              | 206   | Carbury   | Ahamlish        | Sligo          |
| Aghoo                                 | 196   | Tirerrill | Kilmacallan     | Sligo          |
| Altanelvick                           | 681   | Tireragh  | Dromard         | Dromore West   |
| Altans                                | 143   | Tireragh  | Templeboy       | Dromore West   |
| Alternan Park                         | 34    | Tireragh  | Easky           | Dromore West   |
| Altvelid                              | 151   | Tirerrill | Killerry        | Sligo          |
| Andresna                              | 130   | Tirerrill | Kilmactranny    | Boyle          |
| Annagh                                | 71    | Coolavin  | Killaraght      | Boyle          |
| Annagh                                | 188   | Tirerrill | Kilmacallan     | Sligo          |
| Annagh                                | 518   | Leyny     | Kilmacteige     | Tobercurry     |
| Annagh Beg                            | 227   | Leyny     | Kilvarnet       | Tobercurry     |
| Annagh More                           | 616   | Leyny     | Kilvarnet       | Tobercurry     |
| Annaghbeg (o Monasterredan)           | 119   | Coolavin  | Kilcolman       | Boyle          |
| Annaghcarthy                          | 255   | Tirerrill | Kilmacallan     | Boyle          |
| Annaghcor                             | 142   | Tirerrill | Kilmacallan     | Sligo          |
| Annaghgowan                           | 218   | Tirerrill | Kilmactranny    | Boyle          |
| Annaghgowla Island                    | 34    | Tirerrill | Aghanagh        | Boyle          |
| Annaghloy                             | 143   | Tirerrill | Kilmactranny    | Boyle          |
| Annaghmore                            | 486   | Coolavin  | Kilfree         | Boyle          |
| Annaghmore                            | 285   | Tirerrill | Ballysadare     | Tobercurry     |
| Ardabrone                             | 266   | Tireragh  | Skreen          | Dromore West   |
| Ardagh                                | 336   | Tirerrill | Kilmacallan     | Sligo          |
| Ardboline                             | 4     | Carbury   | Drumcliff       | Sligo          |
| Ardconnell                            | 203   | Corran    | Emlaghfad       | Sligo          |
| Ardcotten                             | 190   | Leyny     | Ballysadare     | Sligo          |
| Ardcree                               | 171   | Leyny     | Kilvarnet       | Tobercurry     |
| Ardcumber                             | 161   | Tirerrill | Drumcolumb      | Sligo          |
| Ardcurley                             | 110   | Tirerrill | Ballysadare     | Sligo          |
| Ardgallin                             | 111   | Coolavin  | Killaraght      | Boyle          |
| Ardgivna                              | 121   | Tireragh  | Templeboy       | Dromore West   |
| Ardkeeran                             | 106   | Corran    | Kilshalvy       | Boyle          |
| Ardkeeran                             | 310   | Tirerrill | Kilmacallan     | Sligo          |
| Ardkill                               | 74    | Tireragh  | Templeboy       | Dromore West   |
| Ardlaherty (o Abbeyville)             | 105   | Corran    | Drumrat         | Boyle          |
| Ardlee                                | 79    | Tirerrill | Drumcolumb      | Sligo          |
| Ardleebeg                             | 81    | Tirerrill | Ballysumaghan   | Sligo          |
| Ardline                               | 259   | Tirerrill | Kilmactranny    | Boyle          |
| Ardlona                               | 127   | Coolavin  | Killaraght      | Boyle          |
| Ardloy                                | 154   | Tirerrill | Tawnagh         | Sligo          |
| Ardminnan                             | 93    | Corran    | Kilshalvy       | Boyle          |
| Ardmoyle                              | 260   | Coolavin  | Killaraght      | Boyle          |
| Ardnaglass                            | 332   | Corran    | Emlaghfad       | Sligo          |
| Ardnaglass Lower                      | 109   | Carbury   | Ahamlish        | Sligo          |
| Ardnaglass Upper                      | 87    | Carbury   | Ahamlish        | Sligo          |
| Ardnaree                              | Town  | Tireragh  | Kilmoremoy      | Ballina        |
| Ardnaree (o Shanaghy)                 | 522   | Tireragh  | Kilmoremoy      | Ballina        |
| Ardneeskan                            | 105   | Tirerrill | Kilmacallan     | Sligo          |
| Ardogelly                             | 211   | Tireragh  | Templeboy       | Dromore West   |
| Ardraheen Beg                         | 99    | Corran    | Kilshalvy       | Boyle          |
| Ardraheen More                        | 129   | Corran    | Kilshalvy       | Boyle          |
| Ardrea                                | 161   | Corran    | Kilmorgan       | Sligo          |
| Ardree                                | 174   | Corran    | Emlaghfad       | Boyle          |
| Ardsallagh                            | 161   | Corran    | Toomour         | Boyle          |
| Ardsoreen                             | 419   | Coolavin  | Killaraght      | Boyle          |
| Ardtermon                             | 145   | Carbury   | Drumcliff       | Sligo          |
| Ardtrasna                             | 410   | Carbury   | Drumcliff       | Sligo          |
| Ardvally                              | 242   | Tireragh  | Castleconor     | Ballina        |
| Ardvarney                             | 146   | Tirerrill | Kilmacallan     | Sligo          |
| Arnasbrack                            | 507   | Tirerrill | Kilross         | Sligo          |
| Attichree                             | 228   | Tireragh  | Castleconor     | Dromore West   |
| Attiduff                              | 118   | Carbury   | Drumcliff       | Sligo          |
| Attiville                             | 68    | Corran    | Kilshalvy       | Boyle          |
| Aughnacloy                            | 134   | Tirerrill | Kilmactranny    | Boyle          |
| Aughris                               | 515   | Tireragh  | Templeboy       | Dromore West   |
| Aughris                               | 140   | Corran    | Cloonoghil      | Tobercurry     |
| Baghloonagh                           | 64    | Corran    | Kilshalvy       | Boyle          |
| Ballaghboy                            | 718   | Tirerrill | Aghanagh        | Boyle          |
| Ballard                               | 124   | Tireragh  | Dromard         | Dromore West   |
| Ballinafad                            | Town  | Tirerrill | Aghanagh        | Boyle          |
| Ballinafad                            | 124   | Tirerrill | Aghanagh        | Boyle          |
| Ballincar                             | 387   | Carbury   | Drumcliff       | Sligo          |
| Ballincastle                          | 141   | Carbury   | Ahamlish        | Sligo          |
| Ballincurry                           | 985   | Leyny     | Achonry         | Tobercurry     |
| Ballindoon                            | 74    | Tirerrill | Killadoon       | Boyle          |
| Ballineden                            | 437   | Carbury   | Drumcliff       | Sligo          |
| Ballinlig                             | 261   | Tirerrill | Kilmactranny    | Boyle          |
| Ballinlig                             | 283   | Tireragh  | Dromard         | Dromore West   |
| Ballinphull                           | 233   | Tirerrill | Killadoon       | Boyle          |
| Ballinphull                           | 111   | Tireragh  | Dromard         | Dromore West   |
| Ballinphull                           | 260   | Tireragh  | Templeboy       | Dromore West   |
| Ballinphull                           | 77    | Carbury   | Ahamlish        | Sligo          |
| Ballinphull                           | 367   | Carbury   | Drumcliff       | Sligo          |
| Ballinteane                           | 270   | Tireragh  | Kilglass        | Dromore West   |
| Ballintemple                          | 267   | Carbury   | Drumcliff       | Sligo          |
| Ballintogher                          | Town  | Tirerrill | Killerry        | Sligo          |
| Ballintrofaun                         | 57    | Corran    | Kilshalvy       | Boyle          |
| Ballinvally                           | 85    | Leyny     | Achonry         | Tobercurry     |
| Ballinvally                           | 234   | Leyny     | Killoran        | Tobercurry     |
| Ballinvally (o Roadstown)             | 213   | Corran    | Cloonoghil      | Tobercurry     |
| Ballinvally East                      | 252   | Corran    | Cloonoghil      | Tobercurry     |
| Ballinvally West                      | 66    | Corran    | Cloonoghil      | Tobercurry     |
| Ballinvoher                           | 177   | Carbury   | Drumcliff       | Sligo          |
| Ballinvoher                           | 198   | Corran    | Toomour         | Sligo          |
| Ballonaghan (o Harristown)            | 75    | Corran    | Kilshalvy       | Boyle          |
| Ballure                               | 169   | Carbury   | Calry           | Sligo          |
| Ballyara (Knox)                       | 383   | Leyny     | Achonry         | Tobercurry     |
| Ballyara (o Falduff)                  | 239   | Leyny     | Achonry         | Tobercurry     |
| Ballybeg                              | 135   | Tireragh  | Easky           | Dromore West   |
| Ballybeg                              | 86    | Carbury   | Killaspugbrone  | Sligo          |
| Ballybrennan                          | 461   | Corran    | Emlaghfad       | Sligo          |
| Ballyconnell                          | Town  | Carbury   | Drumcliff       | Sligo          |
| Ballyconnell                          | 1.019 | Carbury   | Drumcliff       | Sligo          |
| Ballyculleen                          | 258   | Tirerrill | Kilmactranny    | Boyle          |
| Ballycummin                           | 220   | Tireragh  | Easky           | Dromore West   |
| Ballydawley                           | 792   | Tirerrill | Kilross         | Sligo          |
| Ballydoogan                           | 281   | Carbury   | St. Johns       | Sligo          |
| Ballyeeskeen                          | 240   | Tireragh  | Templeboy       | Dromore West   |
| Ballyfahy                             | 404   | Corran    | Kilturra        | Tobercurry     |
| Ballyfaris                            | 125   | Tireragh  | Templeboy       | Dromore West   |
| Ballyfeenaun (o Tullylin)             | 1.498 | Tireragh  | Castleconor     | Dromore West   |
| Ballyfree                             | 119   | Carbury   | St. Johns       | Sligo          |
| Ballygilcash                          | 259   | Tireragh  | Kilmacshalgan   | Dromore West   |
| Ballygilgan                           | 875   | Carbury   | Drumcliff       | Sligo          |
| Ballyglass                            | 180   | Tireragh  | Kilglass        | Dromore West   |
| Ballyglass                            | 469   | Tireragh  | Kilmacshalgan   | Dromore West   |
| Ballyglass                            | 135   | Carbury   | Calry           | Sligo          |
| Ballyglass                            | 473   | Leyny     | Achonry         | Tobercurry     |
| Ballygrania                           | 218   | Tirerrill | Kilross         | Sligo          |
| Ballygreighan                         | 582   | Tireragh  | Templeboy       | Dromore West   |
| Ballygreighan Barr                    | 523   | Tireragh  | Templeboy       | Dromore West   |
| Ballyhealy (o Hollybrook Demesne)     | 285   | Tirerrill | Aghanagh        | Boyle          |
| Ballyholan                            | 339   | Tireragh  | Kilmoremoy      | Ballina        |
| Ballymeeny                            | 108   | Tireragh  | Easky           | Dromore West   |
| Ballymeeny, Armstrong                 | 288   | Tireragh  | Easky           | Dromore West   |
| Ballymeeny, Hillas (o Carrownabinna)  | 175   | Tireragh  | Easky           | Dromore West   |
| Ballymeeny, Jones                     | 218   | Tireragh  | Easky           | Dromore West   |
| Ballymoghany                          | 816   | Tireragh  | Castleconor     | Dromore West   |
| Ballymoneen                           | 253   | Tireragh  | Castleconor     | Dromore West   |
| Ballymote                             | Town  | Corran    | Emlaghfad       | Sligo          |
| Ballymote                             | 38    | Corran    | Emlaghfad       | Sligo          |
| Ballymuldorry                         | 261   | Carbury   | Drumcliff       | Sligo          |
| Ballymullanny                         | 81    | Tirerrill | Aghanagh        | Boyle          |
| Ballymurray                           | 235   | Leyny     | Kilvarnet       | Tobercurry     |
| Ballynaboll                           | 468   | Tirerrill | Ballysadare     | Sligo          |
| Ballynabrock                          | 64    | Carbury   | Ahamlish        | Sligo          |
| Ballynacarriga                        | 66    | Corran    | Kilshalvy       | Boyle          |
| Ballynacarrow North                   | 442   | Leyny     | Kilvarnet       | Tobercurry     |
| Ballynacarrow South                   | 275   | Leyny     | Kilvarnet       | Tobercurry     |
| Ballynagalliagh                       | 756   | Carbury   | Drumcliff       | Sligo          |
| Ballynaglogh                          | 125   | Corran    | Cloonoghil      | Tobercurry     |
| Ballynahowna                          | 386   | Tireragh  | Kilmacshalgan   | Dromore West   |
| Ballynakill                           | 254   | Tirerrill | Ballynakill     | Sligo          |
| Ballynakillew                         | 47    | Corran    | Kilshalvy       | Boyle          |
| Ballynamona                           | 357   | Carbury   | Calry           | Sligo          |
| Ballynaraw North                      | 56    | Corran    | Cloonoghil      | Tobercurry     |
| Ballynaraw South                      | 382   | Corran    | Cloonoghil      | Tobercurry     |
| Ballynary                             | 201   | Tirerrill | Kilmactranny    | Boyle          |
| Ballynashee                           | 1.165 | Tirerrill | Kilmactranny    | Boyle          |
| Ballyogan                             | 540   | Tireragh  | Kilglass        | Dromore West   |
| Ballysadare                           | Town  | Leyny     | Ballysadare     | Sligo          |
| Ballysadare                           | Town  | Tirerrill | Ballysadare     | Sligo          |
| Ballysadare                           | 208   | Tirerrill | Ballysadare     | Sligo          |
| Ballyscannel                          | 423   | Carbury   | Ahamlish        | Sligo          |
| Ballysumaghan                         | 485   | Tirerrill | Ballysumaghan   | Sligo          |
| Ballytivnan                           | Town  | Carbury   | Calry           | Sligo          |
| Ballytivnan                           | 203   | Carbury   | Calry           | Sligo          |
| Ballyweelin                           | 276   | Carbury   | Drumcliff       | Sligo          |
| Banada                                | 915   | Leyny     | Kilmacteige     | Tobercurry     |
| Barnacoghil                           | 295   | Tireragh  | Templeboy       | Dromore West   |
| Barnaderg                             | 464   | Carbury   | Drumcliff       | Sligo          |
| Barnarobin                            | 795   | Carbury   | Drumcliff       | Sligo          |
| Barnasrahy                            | 275   | Carbury   | Killaspugbrone  | Sligo          |
| Barnsbrack                            | 151   | Tireragh  | Dromard         | Dromore West   |
| Barroe                                | 194   | Carbury   | Calry           | Sligo          |
| Barroe Lower                          | 161   | Tirerrill | Killadoon       | Boyle          |
| Barroe North                          | 140   | Tirerrill | Killadoon       | Boyle          |
| Barroe South                          | 98    | Tirerrill | Killadoon       | Boyle          |
| Barroe Upper                          | 284   | Tirerrill | Killadoon       | Boyle          |
| Bartragh                              | 398   | Tireragh  | Castleconor     | Dromore West   |
| Battlefield                           | 644   | Corran    | Toomour         | Boyle          |
| Beanfield                             | 63    | Carbury   | Kilmacowen      | Sligo          |
| Bearlough                             | 245   | Corran    | Drumrat         | Boyle          |
| Bearvaish                             | 257   | Corran    | Drumrat         | Boyle          |
| Behy                                  | 203   | Tirerrill | Tawnagh         | Sligo          |
| Behy Beg                              | 490   | Tireragh  | Kilmoremoy      | Ballina        |
| Behy More                             | 293   | Tireragh  | Kilmoremoy      | Ballina        |
| Belclare                              | 690   | Leyny     | Kilmacteige     | Tobercurry     |
| Bellafarney                           | 558   | Tireragh  | Kilmacshalgan   | Dromore West   |
| Bellahy                               | Town  | Leyny     | Achonry         | Tobercurry     |
| Bellahy                               | 196   | Leyny     | Achonry         | Tobercurry     |
| Bellanaboy                            | 2.259 | Tireragh  | Kilmacshalgan   | Dromore West   |
| Bellanagarrigeeny (o Castlebaldwin)   | 64    | Tirerrill | Kilmacallan     | Sligo          |
| Bellanalack                           | 193   | Corran    | Kilturra        | Tobercurry     |
| Bellanascarrow East                   | 138   | Corran    | Toomour         | Sligo          |
| Bellanascarrow West                   | 149   | Corran    | Toomour         | Sligo          |
| Bellanascarva                         | 112   | Tirerrill | Kilmacallan     | Sligo          |
| Bellanira (o Iceford)                 | 81    | Tireragh  | Castleconor     | Ballina        |
| Bellanode                             | 106   | Carbury   | Calry           | Sligo          |
| Bellanurly                            | 93    | Carbury   | Calry           | Sligo          |
| Bellarihid                            | 279   | Tirerrill | Ballysadare     | Sligo          |
| Bellarush                             | 194   | Tirerrill | Kilmacallan     | Sligo          |
| Bellawillinbeg                        | 89    | Carbury   | Calry           | Sligo          |
| Belra                                 | 185   | Leyny     | Achonry         | Tobercurry     |
| Belville                              | 439   | Tireragh  | Kilmacshalgan   | Dromore West   |
| Bernards Island                       | 2     | Carbury   | Calry           | Sligo          |
| Billa                                 | 245   | Leyny     | Ballysadare     | Sligo          |
| Binganagh                             | 104   | Corran    | Drumrat         | Boyle          |
| Bleachgreen                           | 58    | Leyny     | Ballysadare     | Sligo          |
| Boleymount                            | 193   | Tirerrill | Killerry        | Sligo          |
| Bookaun (Browne)                      | 84    | Tireragh  | Easky           | Dromore West   |
| Bookaun (Tottenhan)                   | 79    | Tireragh  | Easky           | Dromore West   |
| Brackcloonagh                         | 164   | Corran    | Cloonoghil      | Tobercurry     |
| Branchfield                           | 501   | Corran    | Kilmorgan       | Sligo          |
| Breaghwy                              | 1.420 | Tireragh  | Kilmoremoy      | Ballina        |
| Breaghwy                              | 371   | Carbury   | Ahamlish        | Sligo          |
| Breeoge                               | 424   | Carbury   | Kilmacowen      | Sligo          |
| Brickeen                              | 234   | Tirerrill | Kilmacallan     | Sligo          |
| Bricklieve                            | 545   | Tirerrill | Drumcolumb      | Sligo          |
| Brockagh                              | 137   | Tireragh  | Skreen          | Dromore West   |
| Brougher                              | 612   | Corran    | Toomour         | Boyle          |
| Bullaun                               | 121   | Tirerrill | Killadoon       | Boyle          |
| Buncrowey                             | 183   | Tireragh  | Kilmacshalgan   | Dromore West   |
| Bunduff                               | 893   | Carbury   | Ahamlish        | Sligo          |
| Buninna                               | 124   | Tireragh  | Dromard         | Dromore West   |
| Bunnacranagh                          | 1.329 | Leyny     | Achonry         | Tobercurry     |
| Bunnadober                            | 199   | Tirerrill | Aghanagh        | Boyle          |
| Bunnafedia                            | 376   | Tireragh  | Dromard         | Dromore West   |
| Bunnamuck                             | 150   | Corran    | Drumrat         | Boyle          |
| Bunnanilra                            | 441   | Tireragh  | Castleconor     | Dromore West   |
| Bunowna                               | 135   | Tireragh  | Easky           | Dromore West   |
| Bunree                                | Town  | Tireragh  | Kilmoremoy      | Ballina        |
| Bunree                                | 41    | Tireragh  | Kilmoremoy      | Ballina        |
| Cabragh                               | 450   | Tirerrill | Shancough       | Boyle          |
| Cabragh                               | 854   | Tireragh  | Kilglass        | Dromore West   |
| Cabragh                               | 1.129 | Leyny     | Killoran        | Tobercurry     |
| Cabraghkeel                           | 284   | Tireragh  | Kilglass        | Dromore West   |
| Calteraun                             | 260   | Coolavin  | Kilfree         | Boyle          |
| Caltragh                              | 1.969 | Tireragh  | Easky           | Dromore West   |
| Caltragh                              | 151   | Tireragh  | Skreen          | Dromore West   |
| Caltragh                              | 155   | Carbury   | St. Johns       | Sligo          |
| Camcuill                              | 564   | Tireragh  | Kilmacshalgan   | Dromore West   |
| Camross                               | 218   | Corran    | Emlaghfad       | Sligo          |
| Cams                                  | 376   | Tirerrill | Tawnagh         | Sligo          |
| Cannaghanally                         | 326   | Tireragh  | Kilmacshalgan   | Dromore West   |
| Cappagh                               | 173   | Corran    | Kilmorgan       | Sligo          |
| Cappagh                               | 556   | Leyny     | Killoran        | Tobercurry     |
| Carha                                 | 1.062 | Leyny     | Killoran        | Tobercurry     |
| Carnaweeleen                          | 210   | Corran    | Toomour         | Sligo          |
| Carncash                              | 198   | Carbury   | Calry           | Sligo          |
| Carney                                | Town  | Carbury   | Drumcliff       | Sligo          |
| Carney (Jones)                        | 57    | Carbury   | Drumcliff       | Sligo          |
| Carney (O'Beirne)                     | 76    | Carbury   | Drumcliff       | Sligo          |
| Carns                                 | 1.164 | Tireragh  | Castleconor     | Dromore West   |
| Carns                                 | 349   | Carbury   | St. Johns       | Sligo          |
| Carns                                 | 330   | Leyny     | Kilmacteige     | Tobercurry     |
| Carns (Duke)                          | 76    | Carbury   | St. Johns       | Sligo          |
| Carnyarra                             | 600   | Leyny     | Achonry         | Tobercurry     |
| Carranduff                            | 361   | Tireragh  | Kilglass        | Dromore West   |
| Carraun                               | 528   | Tireragh  | Castleconor     | Dromore West   |
| Carraun                               | 350   | Leyny     | Achonry         | Tobercurry     |
| Carraun                               | 275   | Leyny     | Kilmacteige     | Tobercurry     |
| Carrickard                            | 184   | Tirerrill | Kilmactranny    | Boyle          |
| Carrickbanagher                       | 1.329 | Tirerrill | Ballysadare     | Sligo          |
| Carrickcoola                          | 268   | Tirerrill | Ballynakill     | Sligo          |
| Carrickglass                          | 118   | Tirerrill | Killadoon       | Boyle          |
| Carrickhawna                          | 275   | Corran    | Toomour         | Boyle          |
| Carrickhenry                          | 290   | Carbury   | St. Johns       | Sligo          |
| Carricknagat                          | 284   | Leyny     | Ballysadare     | Sligo          |
| Carricknagat                          | 136   | Tirerrill | Ballysumaghan   | Sligo          |
| Carricknagrip                         | 131   | Tirerrill | Kilmactranny    | Boyle          |
| Carricknahorna East                   | 631   | Tirerrill | Aghanagh        | Boyle          |
| Carricknahorna West                   | 643   | Tirerrill | Aghanagh        | Boyle          |
| Carrickoneilleen                      | 198   | Carbury   | Calry           | Sligo          |
| Carrickrathmullin                     | 154   | Corran    | Drumrat         | Boyle          |
| Carrigans Lower                       | 528   | Corran    | Emlaghfad       | Sligo          |
| Carrigans Upper                       | 950   | Corran    | Emlaghfad       | Sligo          |
| Carrigeen                             | 24    | Corran    | Kilshalvy       | Boyle          |
| Carrigeenagowna                       | 139   | Leyny     | Kilmacteige     | Tobercurry     |
| Carrigeenblike                        | 231   | Tirerrill | Kilmactranny    | Boyle          |
| Carrigeenboy                          | 296   | Tirerrill | Kilmactranny    | Boyle          |
| Carrigeenboy                          | 29    | Tirerrill | Kilross         | Sligo          |
| Carrigeenfadda                        | 1     | Carbury   | Kilmacowen      | Sligo          |
| Carrigeengare                         | 1     | Carbury   | Kilmacowen      | Sligo          |
| Carrigeenmore                         | 264   | Corran    | Emlaghfad       | Sligo          |
| Carrigeens                            | 70    | Tireragh  | Kilmacshalgan   | Dromore West   |
| Carrigeens                            | 330   | Carbury   | Drumcliff       | Sligo          |
| Carrigeensallagh                      | 65    | Tirerrill | Ballysadare     | Sligo          |
| Carroward                             | 530   | Tireragh  | Dromard         | Dromore West   |
| Carrowbleagh East                     | 82    | Tireragh  | Dromard         | Dromore West   |
| Carrowbleagh West                     | 38    | Tireragh  | Dromard         | Dromore West   |
| Carrowbrickeen                        | 230   | Tireragh  | Skreen          | Dromore West   |
| Carrowbunnaun                         | 242   | Carbury   | Killaspugbrone  | Sligo          |
| Carrowcardin                          | 456   | Tireragh  | Castleconor     | Dromore West   |
| Carrowcarragh                         | 279   | Leyny     | Achonry         | Tobercurry     |
| Carrowcashel                          | 801   | Tirerrill | Kilmactranny    | Boyle          |
| Carrowcashel                          | 217   | Tirerrill | Drumcolumb      | Sligo          |
| Carrowcaslan                          | 115   | Tireragh  | Skreen          | Dromore West   |
| Carrowcauly (o Earlsfield)            | 115   | Corran    | Emlaghfad       | Sligo          |
| Carrowclare                           | 109   | Leyny     | Achonry         | Tobercurry     |
| Carrowclooneen                        | 194   | Leyny     | Killoran        | Tobercurry     |
| Carrowcoller                          | 444   | Tireragh  | Kilglass        | Dromore West   |
| Carrowconor                           | 161   | Tireragh  | Dromard         | Dromore West   |
| Carrowcor                             | 71    | Tireragh  | Templeboy       | Dromore West   |
| Carrowcrin                            | 165   | Tirerrill | Ballysumaghan   | Sligo          |
| Carrowcrin                            | 116   | Carbury   | Kilmacowen      | Sligo          |
| Carrowcrory                           | 561   | Corran    | Toomour         | Boyle          |
| Carrowcushely                         | 384   | Corran    | Emlaghfad       | Sligo          |
| Carrowcushlaun                        | 442   | Tireragh  | Kilmoremoy      | Ballina        |
| Carrowcushlaun West                   | 17    | Tireragh  | Kilmoremoy      | Ballina        |
| Carrowdough                           | 366   | Carbury   | Killaspugbrone  | Sligo          |
| Carrowdurneen                         | 190   | Tireragh  | Skreen          | Dromore West   |
| Carrowflatley (o Carrownaglogh)       | 121   | Tireragh  | Dromard         | Dromore West   |
| Carrowgarry                           | 328   | Tireragh  | Castleconor     | Dromore West   |
| Carrowgavneen                         | 648   | Leyny     | Killoran        | Tobercurry     |
| Carrowgilhooly                        | 202   | Tireragh  | Skreen          | Dromore West   |
| Carrowgilpatrick                      | 156   | Tireragh  | Dromard         | Dromore West   |
| Carrowgobbadagh                       | 226   | Carbury   | Kilmacowen      | Sligo          |
| Carrowgun                             | 116   | Tireragh  | Castleconor     | Dromore West   |
| Carrowhubbock North                   | 251   | Tireragh  | Kilglass        | Dromore West   |
| Carrowhubbock South                   | 552   | Tireragh  | Kilglass        | Dromore West   |
| Carrowkeel                            | 521   | Tirerrill | Aghanagh        | Boyle          |
| Carrowkeel                            | 149   | Tireragh  | Dromard         | Dromore West   |
| Carrowkeel                            | 124   | Tirerrill | Ballynakill     | Sligo          |
| Carrowkeel                            | 464   | Carbury   | Kilmacowen      | Sligo          |
| Carrowkeel                            | 217   | Tirerrill | Tawnagh         | Sligo          |
| Carrowkeel                            | 231   | Leyny     | Achonry         | Tobercurry     |
| Carrowkeel                            | 213   | Corran    | Emlaghfad       | Tobercurry     |
| Carrowloughan East                    | 92    | Tireragh  | Skreen          | Dromore West   |
| Carrowloughan West                    | 79    | Tireragh  | Skreen          | Dromore West   |
| Carrowloughlin                        | 201   | Corran    | Cloonoghil      | Tobercurry     |
| Carrowlustia                          | 214   | Carbury   | Calry           | Sligo          |
| Carrowmably                           | 173   | Tireragh  | Kilmacshalgan   | Dromore West   |
| Carrowmacbryan                        | 543   | Tireragh  | Easky           | Dromore West   |
| Carrowmaclenany                       | 111   | Corran    | Toomour         | Boyle          |
| Carrowmacrory                         | 91    | Tireragh  | Templeboy       | Dromore West   |
| Carrowmoran                           | 115   | Tireragh  | Templeboy       | Dromore West   |
| Carrowmore                            | 1.157 | Tirerrill | Shancough       | Boyle          |
| Carrowmore                            | 494   | Carbury   | Kilmacowen      | Sligo          |
| Carrowmore                            | 384   | Leyny     | Achonry         | Tobercurry     |
| Carrowmore (o Tanrego East)           | 167   | Tireragh  | Dromard         | Dromore West   |
| Carrowmorris                          | 151   | Tireragh  | Dromard         | Dromore West   |
| Carrowmurray                          | 1.185 | Leyny     | Achonry         | Tobercurry     |
| Carrownabanny                         | 808   | Leyny     | Killoran        | Tobercurry     |
| Carrownabinna (o Ballymeeny (Hillas)) | 175   | Tireragh  | Easky           | Dromore West   |
| Carrownaboll                          | 271   | Tireragh  | Skreen          | Dromore West   |
| Carrownacarrick                       | 460   | Leyny     | Killoran        | Tobercurry     |
| Carrownacleigha                       | 177   | Leyny     | Killoran        | Tobercurry     |
| Carrownacreevy                        | 160   | Tireragh  | Dromard         | Dromore West   |
| Carrownacreevy                        | 106   | Tireragh  | Templeboy       | Dromore West   |
| Carrownacreevy                        | 195   | Corran    | Toomour         | Sligo          |
| Carrownacreevy                        | 1.614 | Leyny     | Achonry         | Tobercurry     |
| Carrownadargny                        | 1.667 | Tirerrill | Shancough       | Boyle          |
| Carrownagappul                        | 132   | Leyny     | Kilmacteige     | Tobercurry     |
| Carrownagark                          | 214   | Tirerrill | Tawnagh         | Sligo          |
| Carrownageeragh (o Stonehall)         | 208   | Leyny     | Ballysadare     | Sligo          |
| Carrownagh                            | 870   | Tirerrill | Killerry        | Sligo          |
| Carrownagilty                         | 763   | Tirerrill | Kilmacallan     | Boyle          |
| Carrownagleragh                       | 182   | Leyny     | Killoran        | Tobercurry     |
| Carrownaglogh (o Carrowflatley)       | 121   | Tireragh  | Dromard         | Dromore West   |
| Carrownaguivna East                   | 8     | Tireragh  | Dromard         | Dromore West   |
| Carrownaguivna West                   | 35    | Tireragh  | Dromard         | Dromore West   |
| Carrownaknockran                      | 102   | Tireragh  | Skreen          | Dromore West   |
| Carrownaleck                          | 724   | Leyny     | Achonry         | Tobercurry     |
| Carrownamaddoo                        | 406   | Tireragh  | Skreen          | Dromore West   |
| Carrownamaddoo                        | 479   | Carbury   | Ahamlish        | Sligo          |
| Carrownamaddoo                        | 433   | Carbury   | St. Johns       | Sligo          |
| Carrownanty                           | 125   | Corran    | Emlaghfad       | Sligo          |
| Carrownaskeagh                        | 715   | Leyny     | Killoran        | Tobercurry     |
| Carrownateewaun                       | 122   | Leyny     | Killoran        | Tobercurry     |
| Carrownaun                            | 78    | Coolavin  | Killaraght      | Boyle          |
| Carrownaworan                         | 249   | Leyny     | Achonry         | Tobercurry     |
| Carrowneden                           | 208   | Tireragh  | Kilglass        | Dromore West   |
| Carrowneden                           | 801   | Leyny     | Achonry         | Tobercurry     |
| Carrownleam                           | 227   | Leyny     | Killoran        | Tobercurry     |
| Carrownlobaun                         | 264   | Leyny     | Kilmacteige     | Tobercurry     |
| Carrownloughan                        | 512   | Leyny     | Killoran        | Tobercurry     |
| Carrownree                            | 297   | Tireragh  | Skreen          | Dromore West   |
| Carrownree                            | 413   | Corran    | Emlaghfad       | Sligo          |
| Carrownrod                            | 489   | Tireragh  | Easky           | Dromore West   |
| Carrownrush                           | 322   | Tireragh  | Easky           | Dromore West   |
| Carrownrush                           | 148   | Tireragh  | Kilmacshalgan   | Dromore West   |
| Carrownspurraun                       | 475   | Tirerrill | Kilmacallan     | Sligo          |
| Carrowntawa                           | 170   | Leyny     | Achonry         | Tobercurry     |
| Carrowntawy                           | 233   | Leyny     | Kilvarnet       | Tobercurry     |
| Carrownteane                          | 88    | Tireragh  | Skreen          | Dromore West   |
| Carrowntemple                         | 767   | Coolavin  | Kilfree         | Boyle          |
| Carrowntober                          | 651   | Leyny     | Achonry         | Tobercurry     |
| Carrownurlar                          | 488   | Tireragh  | Castleconor     | Dromore West   |
| Carrownurlar                          | 112   | Tireragh  | Skreen          | Dromore West   |
| Carrownurlaur                         | 131   | Coolavin  | Killaraght      | Boyle          |
| Carrownyclowan                        | 826   | Tirerrill | Shancough       | Boyle          |
| Carrowpadeen                          | 143   | Tireragh  | Easky           | Dromore West   |
| Carrowreagh                           | 415   | Corran    | Toomour         | Boyle          |
| Carrowreagh                           | 289   | Tireragh  | Skreen          | Dromore West   |
| Carrowreagh                           | 256   | Tirerrill | Kilmacallan     | Sligo          |
| Carrowreagh                           | 182   | Corran    | Cloonoghil      | Tobercurry     |
| Carrowreagh                           | 1.308 | Leyny     | Kilmacteige     | Tobercurry     |
| Carrowreagh (Cooper)                  | 954   | Leyny     | Achonry         | Tobercurry     |
| Carrowreagh (Knox)                    | 623   | Leyny     | Achonry         | Tobercurry     |
| Carrowreilly                          | 390   | Leyny     | Achonry         | Tobercurry     |
| Carrowroe                             | 178   | Carbury   | St. Johns       | Sligo          |
| Carrowwilkin                          | 481   | Leyny     | Achonry         | Tobercurry     |
| Cartron                               | 215   | Tirerrill | Aghanagh        | Boyle          |
| Cartron                               | 140   | Tireragh  | Kilglass        | Dromore West   |
| Cartron                               | 103   | Tireragh  | Templeboy       | Dromore West   |
| Cartron                               | 105   | Carbury   | Calry           | Sligo          |
| Cartron (Honoria Duff)                | 35    | Carbury   | Killaspugbrone  | Sligo          |
| Cartron (Percival)                    | 33    | Corran    | Emlaghfad       | Tobercurry     |
| Cartron (Phibbs)                      | 31    | Corran    | Emlaghfad       | Tobercurry     |
| Cartronabree                          | 126   | Carbury   | Kilmacowen      | Sligo          |
| Cartronavally                         | 21    | Tirerrill | Killadoon       | Boyle          |
| Cartronduffy                          | 143   | Tirerrill | Kilross         | Sligo          |
| Cartronhugh                           | 327   | Tirerrill | Killerry        | Sligo          |
| Cartronkillerdoo                      | 99    | Carbury   | Ahamlish        | Sligo          |
| Cartronmore                           | 529   | Carbury   | Drumcliff       | Sligo          |
| Cartronofarry East                    | 15    | Tireragh  | Templeboy       | Dromore West   |
| Cartronofarry South                   | 10    | Tireragh  | Templeboy       | Dromore West   |
| Cartronofarry West                    | 42    | Tireragh  | Templeboy       | Dromore West   |
| Cartronplank                          | 188   | Carbury   | Ahamlish        | Sligo          |
| Cartronroe                            | 148   | Tirerrill | Kilmacallan     | Sligo          |
| Cartronroe                            | 133   | Corran    | Cloonoghil      | Tobercurry     |
| Cartrontaylor                         | 202   | Tirerrill | Killerry        | Sligo          |
| Cartrontonlena                        | 255   | Tirerrill | Kilmacallan     | Sligo          |
| Cartronwilliamoge                     | 247   | Carbury   | Drumcliff       | Sligo          |
| Cashel                                | 260   | Coolavin  | Killaraght      | Boyle          |
| Cashel North                          | 266   | Leyny     | Achonry         | Tobercurry     |
| Cashel South                          | 832   | Leyny     | Achonry         | Tobercurry     |
| Cashelboy                             | 151   | Tireragh  | Templeboy       | Dromore West   |
| Cashelgarran                          | 457   | Carbury   | Drumcliff       | Sligo          |
| Castlebaldwin (o Bellanagarrigeeny)   | 64    | Tirerrill | Kilmacallan     | Sligo          |
| Castlecarragh (o Castlerock)          | 1.132 | Leyny     | Kilmacteige     | Tobercurry     |
| Castleconor                           | 239   | Tireragh  | Castleconor     | Ballina        |
| Castledargan                          | 988   | Tirerrill | Kilross         | Sligo          |
| Castlegal                             | 461   | Carbury   | Ahamlish        | Sligo          |
| Castlegal                             | 562   | Carbury   | Drumcliff       | Sligo          |
| Castlegowan                           | 256   | Carbury   | Ahamlish        | Sligo          |
| Castleloye                            | 165   | Leyny     | Achonry         | Tobercurry     |
| Castleore                             | 644   | Tirerrill | Killerry        | Sligo          |
| Castlerock (o Castlecarragh)          | 1.132 | Leyny     | Kilmacteige     | Tobercurry     |
| Castletown                            | 394   | Tireragh  | Easky           | Dromore West   |
| Chacefield                            | 153   | Coolavin  | Kilfree         | Boyle          |
| Chaffpool                             | 287   | Leyny     | Achonry         | Tobercurry     |
| Church Hill                           | 214   | Corran    | Cloonoghil      | Tobercurry     |
| Church Island                         | 41    | Carbury   | Calry           | Sligo          |
| Claddagh                              | 550   | Leyny     | Kilmacteige     | Tobercurry     |
| Claragh Irish                         | 321   | Leyny     | Kilvarnet       | Tobercurry     |
| Claragh Scotch                        | 373   | Leyny     | Kilvarnet       | Tobercurry     |
| Cleaveragh Demesne                    | 276   | Carbury   | St. Johns       | Sligo          |
| Cleavry                               | 255   | Tirerrill | Kilmacallan     | Sligo          |
| Cletty                                | 294   | Corran    | Toomour         | Sligo          |
| Clogfin                               | 255   | Tirerrill | Kilmacallan     | Sligo          |
| Clogh                                 | 778   | Carbury   | Rossinver       | Sligo          |
| Cloghboley                            | 183   | Carbury   | Drumcliff       | Sligo          |
| Cloghcor                              | 89    | Carbury   | Drumcliff       | Sligo          |
| Clogher                               | 1.025 | Coolavin  | Kilcolman       | Boyle          |
| Clogher Beg                           | 108   | Carbury   | Calry           | Sligo          |
| Clogher More                          | 292   | Carbury   | Calry           | Sligo          |
| Clogherrevagh                         | 80    | Carbury   | Calry           | Sligo          |
| Cloghmine                             | 233   | Tirerrill | Kilmactranny    | Boyle          |
| Cloghoge Lower                        | 374   | Tirerrill | Aghanagh        | Boyle          |
| Cloghoge Upper                        | 348   | Tirerrill | Aghanagh        | Boyle          |
| Cloonacaltry                          | 90    | Corran    | Drumrat         | Boyle          |
| Cloonacleigha                         | 145   | Corran    | Cloonoghil      | Tobercurry     |
| Cloonacool                            | 4.291 | Leyny     | Achonry         | Tobercurry     |
| Cloonacurra                           | 471   | Tirerrill | Ballysadare     | Tobercurry     |
| Cloonaderavally                       | 129   | Tireragh  | Kilglass        | Dromore West   |
| Cloonagahaun                          | 141   | Corran    | Cloonoghil      | Tobercurry     |
| Cloonagashel                          | 248   | Corran    | Kilmorgan       | Sligo          |
| Cloonagh                              | 171   | Corran    | Toomour         | Boyle          |
| Cloonagh                              | 948   | Tireragh  | Dromard         | Dromore West   |
| Cloonagh                              | 172   | Tirerrill | Ballynakill     | Sligo          |
| Cloonagh                              | 315   | Carbury   | Drumcliff       | Sligo          |
| Cloonagleavragh                       | 391   | Tireragh  | Easky           | Dromore West   |
| Cloonagleavragh Park                  | 25    | Tireragh  | Easky           | Dromore West   |
| Cloonagun                             | 139   | Corran    | Emlaghfad       | Sligo          |
| Cloonahinshin                         | 249   | Corran    | Cloonoghil      | Tobercurry     |
| Cloonakeemoge                         | 151   | Tireragh  | Dromard         | Dromore West   |
| Cloonamahan                           | 331   | Tirerrill | Ballysadare     | Sligo          |
| Cloonamanagh                          | 158   | Corran    | Emlaghfad       | Sligo          |
| Cloonamechan North                    | 117   | Corran    | Cloonoghil      | Tobercurry     |
| Cloonameehan South                    | 85    | Corran    | Cloonoghil      | Tobercurry     |
| Cloonanure                            | 240   | Coolavin  | Kilfree         | Boyle          |
| Cloonaraher                           | 240   | Leyny     | Achonry         | Tobercurry     |
| Cloonarara                            | 262   | Leyny     | Achonry         | Tobercurry     |
| Cloonarather                          | 175   | Corran    | Kilshalvy       | Boyle          |
| Cloonascoffagh                        | 75    | Tireragh  | Kilmacshalgan   | Dromore West   |
| Cloonbaniff                           | 371   | Leyny     | Achonry         | Tobercurry     |
| Cloonbannan                           | 43    | Corran    | Drumrat         | Boyle          |
| Cloonbarry                            | 443   | Leyny     | Kilmacteige     | Tobercurry     |
| Cloonca                               | 363   | Leyny     | Kilmacteige     | Tobercurry     |
| Clooncose                             | 361   | Corran    | Cloonoghil      | Tobercurry     |
| Clooncunny                            | 153   | Coolavin  | Killaraght      | Boyle          |
| Clooncunny                            | 324   | Corran    | Kilshalvy       | Boyle          |
| Clooncunny                            | 166   | Leyny     | Achonry         | Tobercurry     |
| Cloonderry                            | 215   | Carbury   | Drumcliff       | Sligo          |
| Cloondorragha                         | 159   | Corran    | Cloonoghil      | Tobercurry     |
| Cloondrihara                          | 2.168 | Leyny     | Achonry         | Tobercurry     |
| Clooneagh                             | 306   | Coolavin  | Kilfree         | Boyle          |
| Clooneally                            | 112   | Tirerrill | Ballysumaghan   | Sligo          |
| Clooneen                              | 301   | Tireragh  | Kilmacshalgan   | Dromore West   |
| Clooneen                              | 242   | Carbury   | Drumcliff       | Sligo          |
| Clooneen                              | 109   | Corran    | Emlaghfad       | Sligo          |
| Clooneen                              | 240   | Corran    | Kilmorgan       | Sligo          |
| Clooneenhugh                          | 70    | Tirerrill | Kilmactranny    | Boyle          |
| Clooneenroe                           | 102   | Tirerrill | Kilross         | Sligo          |
| Cloonelly                             | 123   | Carbury   | Drumcliff       | Sligo          |
| Cloonena                              | 173   | Corran    | Kilshalvy       | Boyle          |
| Cloonerco                             | 353   | Carbury   | Ahamlish        | Sligo          |
| Cloongad                              | 153   | Tirerrill | Tawnagh         | Sligo          |
| Cloongoonagh                          | 880   | Leyny     | Kilmacteige     | Tobercurry     |
| Clooningan                            | 468   | Leyny     | Achonry         | Tobercurry     |
| Cloonkeelaun                          | 2.264 | Tireragh  | Castleconor     | Dromore West   |
| Cloonkeevy                            | 224   | Corran    | Emlaghfad       | Tobercurry     |
| Cloonlaheen                           | 346   | Coolavin  | Kilfree         | Boyle          |
| Cloonlaughil                          | 1.197 | Leyny     | Achonry         | Tobercurry     |
| Cloonloogh                            | 431   | Coolavin  | Killaraght      | Boyle          |
| Cloonloughan (o Dooyeaghny)           | 539   | Tireragh  | Castleconor     | Ballina        |
| Cloonlurg                             | 478   | Corran    | Kilmorgan       | Sligo          |
| Cloonmacduff                          | 302   | Tirerrill | Ballysadare     | Sligo          |
| Cloonmull                             | 218   | Carbury   | Drumcliff       | Sligo          |
| Cloonshanbally                        | 300   | Corran    | Drumrat         | Boyle          |
| Cloonsillagh                          | 631   | Coolavin  | Kilfree         | Boyle          |
| Cloonslaun                            | 620   | Tireragh  | Kilmoremoy      | Ballina        |
| Cloontycarn                           | 760   | Coolavin  | Kilfree         | Boyle          |
| Cloontyprocklis                       | 123   | Carbury   | Ahamlish        | Sligo          |
| Cloonydiveen                          | 135   | Leyny     | Kilmacteige     | Tobercurry     |
| Cloonymeenaghan                       | 123   | Tirerrill | Tawnagh         | Sligo          |
| Clooskirt                             | 335   | Tirerrill | Ballynakill     | Sligo          |
| Cloverhill (o Knocknashammer)         | 285   | Carbury   | Kilmacowen      | Sligo          |
| Cloyragh                              | 314   | Carbury   | Ahamlish        | Sligo          |
| Cloysparra                            | 202   | Carbury   | Ahamlish        | Sligo          |
| Cloystuckera                          | 110   | Tirerrill | Kilmactranny    | Boyle          |
| Cluid                                 | 448   | Corran    | Emlaghfad       | Sligo          |
| Coagh                                 | 291   | Corran    | Kilshalvy       | Boyle          |
| Colgagh                               | 490   | Carbury   | Calry           | Sligo          |
| Collinsford                           | 244   | Carbury   | Drumcliff       | Sligo          |
| Collooney                             | Town  | Tirerrill | Ballysadare     | Sligo          |
| Collooney                             | 257   | Tirerrill | Ballysadare     | Sligo          |
| Commons                               | 36    | Carbury   | St. Johns       | Sligo          |
| Coney Island (o Inishmulclohy)        | 388   | Carbury   | Killaspugbrone  | Sligo          |
| Conor's Island                        | 111   | Carbury   | Ahamlish        | Sligo          |
| Cooga                                 | 1.055 | Tireragh  | Easky           | Dromore West   |
| Coolagraffy                           | 331   | Carbury   | Rossinver       | Sligo          |
| Coolaney                              | Town  | Leyny     | Killoran        | Tobercurry     |
| Coolaney                              | 349   | Leyny     | Killoran        | Tobercurry     |
| Coolbeg                               | 242   | Carbury   | Drumcliff       | Sligo          |
| Coolbock                              | 253   | Tirerrill | Drumcolumb      | Sligo          |
| Coolboy                               | 206   | Tirerrill | Drumcolumb      | Sligo          |
| Cooldrumman Lower                     | 240   | Carbury   | Drumcliff       | Sligo          |
| Cooldrumman Upper                     | 211   | Carbury   | Drumcliff       | Sligo          |
| Coollemoneen                          | 260   | Tirerrill | Killadoon       | Boyle          |
| Coolmeen                              | 172   | Tirerrill | Kilmactranny    | Boyle          |
| Coolmurly                             | 214   | Tirerrill | Kilmactranny    | Boyle          |
| Coolrawer                             | 1.055 | Leyny     | Achonry         | Tobercurry     |
| Coolreenill                           | 1.321 | Leyny     | Kilmacteige     | Tobercurry     |
| Coolskeagh                            | 147   | Tirerrill | Drumcolumb      | Sligo          |
| Coolteen                              | 125   | Tirerrill | Ballysadare     | Sligo          |
| Cooney                                | 217   | Leyny     | Ballysadare     | Sligo          |
| Cooperhill                            | 466   | Tirerrill | Kilmacallan     | Sligo          |
| Cooperhill (o Gobbadagh)              | 210   | Tirerrill | Drumcolumb      | Sligo          |
| Corbally                              | Town  | Tireragh  | Castlecomer     | Dromore West   |
| Corbally                              | 708   | Tireragh  | Castlecomer     | Dromore West   |
| Corcoransacres                        | 36    | Tireragh  | Templeboy       | Dromore West   |
| Corhawnagh                            | 516   | Leyny     | Ballysadare     | Sligo          |
| Corhober                              | 120   | Corran    | Emlaghfad       | Sligo          |
| Corimla North                         | 333   | Tireragh  | Kilmoremoy      | Ballina        |
| Corimla South                         | 967   | Tireragh  | Kilmoremoy      | Ballina        |
| Corkagh Beg                           | 253   | Tireragh  | Templeboy       | Dromore West   |
| Corkagh More                          | 300   | Tireragh  | Templeboy       | Dromore West   |
| Corlisheen                            | 179   | Tirerrill | Kilmacallan     | Sligo          |
| Cornageeha                            | 152   | Carbury   | St. Johns       | Sligo          |
| Cornamucklagh                         | 135   | Tirerrill | Killadoon       | Boyle          |
| Corradoo                              | 164   | Corran    | Toomour         | Boyle          |
| Corradoo East                         | 330   | Tirerrill | Aghanagh        | Boyle          |
| Corradoo West                         | 304   | Tirerrill | Aghanagh        | Boyle          |
| Corray                                | 240   | Leyny     | Kilmacteige     | Tobercurry     |
| Correagh                              | 489   | Tirerrill | Killerry        | Sligo          |
| Corsallagh                            | 736   | Leyny     | Achonry         | Tobercurry     |
| Corskeagh                             | 166   | Tireragh  | Dromard         | Dromore West   |
| Corwillick                            | 161   | Carbury   | Calry           | Sligo          |
| Cottage Island                        | 13    | Carbury   | St. Johns       | Sligo          |
| Cottlestown                           | 679   | Tireragh  | Castleconor     | Dromore West   |
| Crawhill                              | 118   | Tirerrill | Kilmactranny    | Boyle          |
| Creaghadoo                            | 173   | Carbury   | Drumcliff       | Sligo          |
| Creeghassaun                          | 211   | Leyny     | Kilmacteige     | Tobercurry     |
| Creevagh                              | 338   | Tirerrill | Kilmactranny    | Boyle          |
| Creevaun                              | 188   | Leyny     | Killoran        | Tobercurry     |
| Creevykeel                            | 623   | Carbury   | Ahamlish        | Sligo          |
| Creevymore                            | 598   | Carbury   | Ahamlish        | Sligo          |
| Cregg                                 | 433   | Carbury   | Drumcliff       | Sligo          |
| Creggyconnell                         | 233   | Carbury   | Drumcliff       | Sligo          |
| Crockacullion                         | 309   | Leyny     | Ballysadare     | Sligo          |
| Crockets Town                         | Town  | Tireragh  | Kilmoremoy      | Ballina        |
| Cross                                 | 98    | Corran    | Toomour         | Boyle          |
| Crossboy                              | 438   | Tirerrill | Killerry        | Sligo          |
| Crow Island                           | 1     | Coolavin  | Kilcolman       | Boyle          |
| Crowagh (o Dunnel Mountain)           | 3.150 | Tireragh  | Kilmacshalgan   | Dromore West   |
| Cuilbeg                               | 81    | Carbury   | St. Johns       | Sligo          |
| Cuilmore                              | 1.934 | Coolavin  | Kilfree         | Boyle          |
| Cuilnagleragh                         | 158   | Tirerrill | Kilmactranny    | Boyle          |
| Cuilprughlish                         | 183   | Coolavin  | Kilfree         | Boyle          |
| Cuilsheeghary Beg                     | 108   | Tirerrill | Aghanagh        | Boyle          |
| Cuilsheeghary More                    | 242   | Tirerrill | Aghanagh        | Boyle          |
| Cuiltydangan                          | 252   | Tirerrill | Ballynakill     | Sligo          |
| Cuiltylough                           | 146   | Tirerrill | Drumcolumb      | Sligo          |
| Culdaly                               | 1.827 | Leyny     | Kilmacteige     | Tobercurry     |
| Cullagh Beg                           | 204   | Carbury   | Drumcliff       | Sligo          |
| Culleenamore                          | 122   | Carbury   | Killaspugbrone  | Sligo          |
| Culleenduff                           | 107   | Carbury   | Killaspugbrone  | Sligo          |
| Culleens                              | 2.505 | Tireragh  | Kilglass        | Dromore West   |
| Cully                                 | 869   | Leyny     | Achonry         | Tobercurry     |
| Cummeen                               | 290   | Carbury   | Killaspugbrone  | Sligo          |
| Cunghill                              | 225   | Leyny     | Achonry         | Tobercurry     |
| Cuppanagh                             | 356   | Coolavin  | Killaraght      | Boyle          |
| Curraghaniron (o Halfquarter)         | 166   | Leyny     | Killoran        | Tobercurry     |
| Curraghbonaun                         | 848   | Leyny     | Achonry         | Tobercurry     |
| Curraghboy                            | 306   | Leyny     | Kilmacteige     | Tobercurry     |
| Curraghmore                           | 402   | Carbury   | Rossinver       | Sligo          |
| Curraghnagap                          | 117   | Tireragh  | Easky           | Dromore West   |
| Curry                                 | 956   | Leyny     | Achonry         | Tobercurry     |
| Cuskernagh                            | 78    | Tireragh  | Kilmacshalgan   | Dromore West   |
| Cutteanta                             | 36    | Tireragh  | Dromard         | Dromore West   |
| Daghloonagh                           | 366   | Corran    | Drumrat         | Boyle          |
| Dawros                                | 628   | Leyny     | Kilmacteige     | Tobercurry     |
| Deechomade                            | 216   | Corran    | Cloonoghil      | Tobercurry     |
| Deenodes                              | 292   | Leyny     | Killoran        | Tobercurry     |
| Deer Park Lower (o Magheraghanrush)   | 270   | Carbury   | Calry           | Sligo          |
| Deerpark                              | 123   | Corran    | Kilmorgan       | Sligo          |
| Derinch Island                        | 81    | Tireragh  | Dromard         | Dromore West   |
| Derk Beg                              | 54    | Tireragh  | Skreen          | Dromore West   |
| Derk More                             | 71    | Tireragh  | Skreen          | Dromore West   |
| Dernaskeagh                           | 696   | Corran    | Toomour         | Boyle          |
| Dernish Island                        | 103   | Carbury   | Ahamlish        | Sligo          |
| Derreens                              | 842   | Leyny     | Achonry         | Tobercurry     |
| Derrinatallan Island                  | 2     | Coolavin  | Killaraght      | Boyle          |
| Derrinoghran                          | 765   | Coolavin  | Killaraght      | Boyle          |
| Derroon                               | 158   | Corran    | Emlaghfad       | Sligo          |
| Derry                                 | 176   | Carbury   | Ahamlish        | Sligo          |
| Derry Beg                             | 117   | Tirerrill | Killadoon       | Boyle          |
| Derry More                            | 79    | Tirerrill | Killadoon       | Boyle          |
| Derrybeg                              | 77    | Coolavin  | Killaraght      | Boyle          |
| Derrydarragh (o Oakfield)             | 344   | Carbury   | St. Johns       | Sligo          |
| Derrygolagh                           | 940   | Corran    | Toomour         | Boyle          |
| Derrylea                              | 189   | Tirerrill | Kilmactranny    | Boyle          |
| Derrylehan                            | 593   | Carbury   | Ahamlish        | Sligo          |
| Derrymore Island                      | 33    | Coolavin  | Killaraght      | Boyle          |
| Derrynagraug                          | 183   | Corran    | Kilshalvy       | Boyle          |
| Derrynaneane                          | 50    | Tirerrill | Kilmactranny    | Boyle          |
| Derrynaslieve                         | 193   | Tirerrill | Kilmactranny    | Boyle          |
| Derrysallagh                          | 499   | Tirerrill | Kilmactranny    | Boyle          |
| Donaghintraine                        | 325   | Tireragh  | Templeboy       | Dromore West   |
| Doo Beg                               | 65    | Corran    | Kilmorgan       | Sligo          |
| Doobeg                                | 742   | Corran    | Kilturra        | Tobercurry     |
| Doomore                               | 163   | Corran    | Kilmorgan       | Sligo          |
| Doomore                               | 668   | Leyny     | Achonry         | Tobercurry     |
| Doon                                  | 936   | Coolavin  | Kilfree         | Boyle          |
| Doonally                              | 178   | Tirerrill | Ballysumaghan   | Sligo          |
| Doonally                              | 204   | Carbury   | Calry           | Sligo          |
| Doonally                              | 181   | Carbury   | Drumcliff       | Sligo          |
| Doonaltan                             | 384   | Tireragh  | Templeboy       | Dromore West   |
| Doonamurray                           | 121   | Tirerrill | Kilross         | Sligo          |
| Doonanpatrick                         | 1     | Carbury   | Killaspugbrone  | Sligo          |
| Doonaveeragh                          | 196   | Tirerrill | Aghanagh        | Boyle          |
| Doonbeakin                            | 562   | Tireragh  | Kilmacshalgan   | Dromore West   |
| Dooncoy                               | 176   | Tireragh  | Templeboy       | Dromore West   |
| Dooneen                               | 343   | Tireragh  | Castleconor     | Dromore West   |
| Doonflin Lower                        | 137   | Tireragh  | Skreen          | Dromore West   |
| Doonflin Upper                        | 780   | Tireragh  | Skreen          | Dromore West   |
| Doonfore                              | 656   | Carbury   | Drumcliff       | Sligo          |
| Doongelagh                            | 411   | Tirerrill | Kilmacallan     | Boyle          |
| Doonierin                             | 42    | Carbury   | Drumcliff       | Sligo          |
| Doonmadden                            | 226   | Tireragh  | Templeboy       | Dromore West   |
| Doonmeegin                            | 286   | Corran    | Kilmorgan       | Sligo          |
| Doonowney                             | 569   | Carbury   | Drumcliff       | Sligo          |
| Doonshaskin                           | 190   | Carbury   | Ahamlish        | Sligo          |
| Doonsheheen                           | 264   | Tirerrill | Kilmacallan     | Sligo          |
| Doorly                                | 273   | Corran    | Kilmorgan       | Sligo          |
| Dooycaghny (o Cloonloughan)           | 539   | Tireragh  | Castleconor     | Ballina        |
| Downhill (o Knocknalyre)              | 60    | Tireragh  | Kilmoremoy      | Ballina        |
| Dowrea                                | 193   | Tirerrill | Kilross         | Sligo          |
| Drangan (o Mountedward)               | 307   | Carbury   | Ahamlish        | Sligo          |
| Drimina                               | 635   | Leyny     | Kilmacteige     | Tobercurry     |
| Drinaghan                             | 371   | Carbury   | Killaspugbrone  | Sligo          |
| Drinaghan                             | 565   | Carbury   | Rossinver       | Sligo          |
| Drinaghan Beg                         | 161   | Tireragh  | Kilglass        | Dromore West   |
| Drinaghan More                        | 206   | Tireragh  | Kilglass        | Dromore West   |
| Drinaun                               | 121   | Corran    | Cloonoghil      | Tobercurry     |
| Drinaun Beg                           | 10    | Corran    | Cloonoghil      | Tobercurry     |
| Dromard                               | 346   | Tireragh  | Dromard         | Dromore West   |
| Dromore                               | 181   | Tirerrill | Kilmactranny    | Boyle          |
| Dromore                               | 219   | Tireragh  | Kilmacshalgan   | Dromore West   |
| Dromore                               | 388   | Tirerrill | Killerry        | Sligo          |
| Drum East                             | 155   | Carbury   | Drumcliff       | Sligo          |
| Drum West                             | 168   | Carbury   | Drumcliff       | Sligo          |
| Drumanaraher                          | 78    | Corran    | Kilshalvy       | Boyle          |
| Drumaneel                             | 204   | Corran    | Drumrat         | Boyle          |
| Drumaskibbole                         | 656   | Carbury   | St. Johns       | Sligo          |
| Drumbaun                              | 1.490 | Leyny     | Achonry         | Tobercurry     |
| Drumbeg North                         | 61    | Tirerrill | Kilmactranny    | Boyle          |
| Drumbeg South                         | 98    | Tirerrill | Kilmactranny    | Boyle          |
| Drumbeg West                          | 81    | Tirerrill | Kilmactranny    | Boyle          |
| Drumcliff Glebe                       | 70    | Carbury   | Drumcliff       | Sligo          |
| Drumcliff North                       | 216   | Carbury   | Drumcliff       | Sligo          |
| Drumcliff South                       | 421   | Carbury   | Drumcliff       | Sligo          |
| Drumcliff West                        | 13    | Carbury   | Drumcliff       | Sligo          |
| Drumcolumb                            | 248   | Tirerrill | Drumcolumb      | Sligo          |
| Drumcondra                            | 217   | Tirerrill | Killerry        | Sligo          |
| Drumcormick                           | 222   | Corran    | Kilmorgan       | Sligo          |
| Drumderry                             | 135   | Tirerrill | Kilmacallan     | Sligo          |
| Drumdiveen                            | 101   | Corran    | Kilshalvy       | Boyle          |
| Drumdoney                             | 90    | Tirerrill | Aghanagh        | Boyle          |
| Drumdoney                             | 205   | Tirerrill | Kilmacallan     | Boyle          |
| Drumederalena                         | 201   | Tirerrill | Ballynakill     | Sligo          |
| Drumee                                | 359   | Tirerrill | Ballysumaghan   | Sligo          |
| Drumfad                               | 640   | Carbury   | Ahamlish        | Sligo          |
| Drumfarnoght                          | 138   | Corran    | Cloonoghil      | Tobercurry     |
| Drumfin                               | 561   | Corran    | Kilmorgan       | Sligo          |
| Drumkilsellagh                        | 239   | Carbury   | Drumcliff       | Sligo          |
| Drummacool                            | 138   | Tirerrill | Kilmacallan     | Sligo          |
| Drummartin                            | 569   | Leyny     | Kilmacteige     | Tobercurry     |
| Drumnagoal                            | 717   | Tireragh  | Skreen          | Dromore West   |
| Drumnagranshy                         | 384   | Corran    | Toomour         | Sligo          |
| Drumnasoohy                           | 399   | Tirerrill | Kilmacallan     | Sligo          |
| Drumraine                             | 257   | Tirerrill | Kilmacallan     | Sligo          |
| Drumraine                             | 203   | Corran    | Cloonoghil      | Tobercurry     |
| Drumrolla                             | 99    | Corran    | Kilshalvy       | Boyle          |
| Drumshinnagh                          | 130   | Tirerrill | Kilmacallan     | Sligo          |
| Drumsoghla                            | 121   | Tirerrill | Kilmactranny    | Boyle          |
| Dunmoran                              | 119   | Tireragh  | Skreen          | Dromore West   |
| Dunneill                              | 451   | Tireragh  | Kilmacshalgan   | Dromore West   |
| Dunneill Mountain (o Crowagh)         | 3.150 | Tireragh  | Kilmacshalgan   | Dromore West   |
| Dunowla                               | 3.181 | Tireragh  | Kilmacshalgan   | Dromore West   |
| Eagle Island                          | 1     | Coolavin  | Kilfree         | Boyle          |
| Earlsfield (o Carrowcauly)            | 115   | Corran    | Emlaghfad       | Sligo          |
| Easky                                 | Town  | Tireragh  | Easky           | Dromore West   |
| Edenbaun                              | 319   | Carbury   | Calry           | Sligo          |
| Edencullentragh (o Hollyfield)        | 81    | Carbury   | Rossinver       | Sligo          |
| Edenreagh                             | 246   | Carbury   | Ahamlish        | Sligo          |
| Emlagh                                | 109   | Corran    | Emlaghfad       | Boyle          |
| Emlagh                                | 85    | Coolavin  | Killaraght      | Boyle          |
| Emlagh                                | 117   | Corran    | Kilshalvy       | Boyle          |
| Emlagh                                | 327   | Tirerrill | Kilmacallan     | Sligo          |
| Emlagh                                | 196   | Tirerrill | Tawnagh         | Sligo          |
| Emlaghfad                             | 154   | Corran    | Emlaghfad       | Boyle          |
| Emlaghgissan                          | 87    | Corran    | Emlaghfad       | Sligo          |
| Emlaghnaghtan                         | 430   | Corran    | Emlaghfad       | Tobercurry     |
| Emlymoran                             | 573   | Tireragh  | Castleconor     | Dromore West   |
| Eskragh                               | 564   | Leyny     | Kilmacteige     | Tobercurry     |
| Everlaun                              | 202   | Corran    | Kilturra        | Tobercurry     |
| Fairy Island                          | 1     | Carbury   | Calry           | Sligo          |
| Falduff (o Ballyara)                  | 239   | Leyny     | Achonry         | Tobercurry     |
| Falfin                                | 31    | Tireragh  | Skreen          | Dromore West   |
| Fallathurteen                         | 105   | Tireragh  | Skreen          | Dromore West   |
| Falleens                              | 433   | Coolavin  | Kilcolman       | Boyle          |
| Fallougher                            | 68    | Corran    | Toomour         | Boyle          |
| Falnashammer                          | 73    | Tirerrill | Ballysumaghan   | Sligo          |
| Falnasoogaun (o Ropefield)            | 384   | Leyny     | Kilvarnet       | Tobercurry     |
| Farranacardy                          | 66    | Carbury   | Calry           | Sligo          |
| Farrangarode                          | 349   | Tireragh  | Castleconor     | Ballina        |
| Farranimrish                          | 150   | Tireragh  | Castleconor     | Dromore West   |
| Farranmacfarrell                      | 518   | Tireragh  | Kilmacshalgan   | Dromore West   |
| Farranmaurice                         | 140   | Corran    | Cloonoghil      | Tobercurry     |
| Farranmorgan                          | 206   | Tireragh  | Kilmoremoy      | Ballina        |
| Farranyharpy                          | 2.200 | Tireragh  | Skreen          | Dromore West   |
| Fartannan                             | 593   | Tireragh  | Kilmacshalgan   | Dromore West   |
| Faughts                               | 196   | Carbury   | Calry           | Sligo          |
| Feenaghmore                           | 106   | Corran    | Toomour         | Boyle          |
| Feenaghroe                            | 103   | Corran    | Toomour         | Boyle          |
| Fetherneen                            | 154   | Leyny     | Kilvarnet       | Tobercurry     |
| Fiddandarry                           | 1.929 | Tireragh  | Kilmacshalgan   | Dromore West   |
| Fiddaun                               | 177   | Tireragh  | Castleconor     | Dromore West   |
| Fidwog                                | 92    | Tirerrill | Kilmacallan     | Sligo          |
| Finisklin                             | 123   | Corran    | Drumrat         | Boyle          |
| Finisklin                             | 218   | Carbury   | St. Johns       | Sligo          |
| Finlough                              | 247   | Leyny     | Kilvarnet       | Tobercurry     |
| Finned                                | 665   | Tireragh  | Easky           | Dromore West   |
| Finned                                | 183   | Carbury   | Drumcliff       | Sligo          |
| Finnure                               | 195   | Tireragh  | Skreen          | Dromore West   |
| Flat Island                           | 4     | Carbury   | St. Johns       | Sligo          |
| Flowerhill                            | 130   | Corran    | Cloonoghil      | Tobercurry     |
| Formoyle                              | 1.205 | Carbury   | Calry           | Sligo          |
| Fortland                              | 546   | Tireragh  | Easky           | Dromore West   |
| Foyoges                               | 276   | Tirerrill | Kilmactranny    | Boyle          |
| Frankford                             | 565   | Tireragh  | Kilglass        | Dromore West   |
| Freeschool Land                       | 1     | Tirerrill | Kilmactranny    | Boyle          |
| Gaddan                                | 179   | Tirerrill | Ballysumaghan   | Sligo          |
| Gaddanbeg                             | 62    | Tirerrill | Ballysumaghan   | Sligo          |
| Garoke                                | 152   | Tirerrill | Shancough       | Boyle          |
| Garryduff                             | 81    | Tireragh  | Templeboy       | Dromore West   |
| Gerrib Big                            | 208   | Tireragh  | Skreen          | Dromore West   |
| Gerrib Little                         | 126   | Tireragh  | Skreen          | Dromore West   |
| Glackbaun                             | 228   | Carbury   | Calry           | Sligo          |
| Glebe                                 | 40    | Tireragh  | Kilmoremoy      | Ballina        |
| Glebe                                 | 34    | Tireragh  | Skreen          | Dromore West   |
| Glebe                                 | 33    | Leyny     | Kilvarnet       | Tobercurry     |
| Glen                                  | 681   | Tirerrill | Kilmactranny    | Boyle          |
| Glen                                  | 474   | Tirerrill | Ballynakill     | Sligo          |
| Glen                                  | 518   | Leyny     | Ballysadare     | Sligo          |
| Glen                                  | 13    | Carbury   | Killaspugbrone  | Sligo          |
| Glen Lower                            | 129   | Carbury   | Drumcliff       | Sligo          |
| Glen Upper                            | 452   | Carbury   | Drumcliff       | Sligo          |
| Glencarbury                           | 443   | Carbury   | Drumcliff       | Sligo          |
| Gleniff                               | 767   | Carbury   | Rossinver       | Sligo          |
| Glennagoolagh                         | 233   | Tirerrill | Ballysadare     | Sligo          |
| Glennawoo                             | 2.005 | Leyny     | Kilmacteige     | Tobercurry     |
| Gobbadagh (o Cooperhill)              | 210   | Tirerrill | Drumcolumb      | Sligo          |
| Gortaderry                            | 170   | Carbury   | Ahamlish        | Sligo          |
| Gortakeeran                           | 905   | Leyny     | Killoran        | Tobercurry     |
| Gortalough                            | 59    | Tirerrill | Aghanagh        | Boyle          |
| Gortarowey                            | 506   | Carbury   | Drumcliff       | Sligo          |
| Gorteen                               | Town  | Coolavin  | Kilfree         | Boyle          |
| Gorteen                               | 380   | Coolavin  | Kilfree         | Boyle          |
| Gorteen                               | 249   | Carbury   | Rossinver       | Sligo          |
| Gortermone                            | 593   | Leyny     | Kilmacteige     | Tobercurry     |
| Gortersluin                           | 1.385 | Leyny     | Kilmacteige     | Tobercurry     |
| Gortlownan                            | 180   | Tirerrill | Killerry        | Sligo          |
| Gortnadrass                           | 434   | Leyny     | Achonry         | Tobercurry     |
| Gortnadrung                           | 568   | Carbury   | Rossinver       | Sligo          |
| Gortnagrelly                          | 783   | Carbury   | Drumcliff       | Sligo          |
| Gortnahoula                           | 463   | Carbury   | Rossinver       | Sligo          |
| Gortnaleck                            | 1.182 | Carbury   | Ahamlish        | Sligo          |
| Gortygara                             | 347   | Coolavin  | Kilfree         | Boyle          |
| Graigue                               | 282   | Carbury   | Kilmacowen      | Sligo          |
| Grange                                | Town  | Carbury   | Ahamlish        | Sligo          |
| Grange                                | 550   | Carbury   | Ahamlish        | Sligo          |
| Grange Beg                            | 487   | Tireragh  | Templeboy       | Dromore West   |
| Grange East                           | 315   | Carbury   | Killaspugbrone  | Sligo          |
| Grange More                           | 365   | Tireragh  | Templeboy       | Dromore West   |
| Grange North                          | 170   | Carbury   | Killaspugbrone  | Sligo          |
| Grange West                           | 103   | Carbury   | Killaspugbrone  | Sligo          |
| Grangebeg Barr                        | 536   | Tireragh  | Templeboy       | Dromore West   |
| Graniamore                            | 83    | Corran    | Toomour         | Sligo          |
| Graniera                              | 81    | Corran    | Toomour         | Sligo          |
| Greenan                               | 152   | Corran    | Toomour         | Boyle          |
| Grellagh                              | 418   | Carbury   | Ahamlish        | Sligo          |
| Greyfield                             | 264   | Coolavin  | Kilfree         | Boyle          |
| Greyfield                             | 101   | Corran    | Kilshalvy       | Boyle          |
| Greyfield                             | 100   | Corran    | Toomour         | Boyle          |
| Grogagh                               | 192   | Carbury   | Ahamlish        | Sligo          |
| Halfquarter                           | 78    | Tireragh  | Skreen          | Dromore West   |
| Halfquarter                           | 99    | Leyny     | Ballysadare     | Sligo          |
| Halfquarter (o Curraghaniron)         | 166   | Leyny     | Killoran        | Tobercurry     |
| Harristown (o Ballonaghan)            | 75    | Corran    | Kilshalvy       | Boyle          |
| Hazelwood Demesne                     | 886   | Carbury   | Calry           | Sligo          |
| Heapstown                             | 204   | Tirerrill | Kilmacallan     | Sligo          |
| Highwood                              | 246   | Tirerrill | Kilmactranny    | Boyle          |
| Hollybrook Demesne (o Ballyhealy)     | 285   | Tirerrill | Aghanagh        | Boyle          |
| Hollyfield (o Edencullentragh)        | 81    | Carbury   | Rossinver       | Sligo          |
| Horse Island                          | 2     | Carbury   | Drumcliff       | Sligo          |
| Iceford (o Bellanira)                 | 81    | Tireragh  | Castleconor     | Ballina        |
| Inch Island                           | 13    | Coolavin  | Killaraght      | Boyle          |
| Inchbeg Island                        | 15    | Coolavin  | Killaraght      | Boyle          |
| Inchmore                              | 21    | Coolavin  | Killaraght      | Boyle          |
| Inishbeg                              | 19    | Tirerrill | Kilmactranny    | Boyle          |
| Inishcrone                            | Town  | Tireragh  | Kilglass        | Dromore West   |
| Inishfall                             | 3     | Tireragh  | Dromard         | Dromore West   |
| Inishfree                             | 1     | Tirerrill | Killerry        | Sligo          |
| Inishmore                             | 44    | Tirerrill | Killadoon       | Boyle          |
| Inishmulclohy (o Coney Island)        | 388   | Carbury   | Killaspugbrone  | Sligo          |
| Inishmurray                           | 209   | Carbury   | Ahamlish        | Sligo          |
| Inishnagor                            | 5     | Carbury   | Ahamlish        | Sligo          |
| Island                                | 14    | Corran    | Cloonoghil      | Tobercurry     |
| Keadews                               | 14    | Tireragh  | Easky           | Dromore West   |
| Keeloges                              | 258   | Carbury   | Rossinver       | Sligo          |
| Keelogyboy                            | 704   | Carbury   | Calry           | Sligo          |
| Keelty                                | 304   | Carbury   | Drumcliff       | Sligo          |
| Keenaghan                             | 113   | Corran    | Emlaghfad       | Sligo          |
| Kilboglashy                           | 290   | Leyny     | Ballysadare     | Sligo          |
| Kilbrattan                            | 217   | Corran    | Emlaghfad       | Tobercurry     |
| Kilcat                                | 249   | Carbury   | Ahamlish        | Sligo          |
| Kilcreevin                            | 316   | Corran    | Kilmorgan       | Sligo          |
| Kilcreevin (Phibbs)                   | 223   | Corran    | Kilmorgan       | Sligo          |
| Kilcummin                             | 807   | Leyny     | Achonry         | Tobercurry     |
| Kildarganmore                         | 96    | Corran    | Kilshalvy       | Boyle          |
| Kilfree                               | 835   | Coolavin  | Kilfree         | Boyle          |
| Kilglass                              | 308   | Tireragh  | Kilglass        | Dromore West   |
| Kilkere                               | 154   | Tirerrill | Kilmactranny    | Boyle          |
| Kilkilloge                            | 486   | Carbury   | Ahamlish        | Sligo          |
| Killadoon                             | 140   | Tirerrill | Killadoon       | Boyle          |
| Killala                               | 130   | Tirerrill | Ballysumaghan   | Sligo          |
| Killandy                              | 125   | Corran    | Cloonoghil      | Tobercurry     |
| Killanly                              | 316   | Tireragh  | Castleconor     | Dromore West   |
| Killaraght                            | 683   | Coolavin  | Killaraght      | Boyle          |
| Killaspugbrone                        | 457   | Carbury   | Killaspugbrone  | Sligo          |
| Killavil                              | 137   | Corran    | Kilshalvy       | Boyle          |
| Killeenduff                           | 976   | Tireragh  | Easky           | Dromore West   |
| Killeenduff                           | 62    | Tirerrill | Kilross         | Sligo          |
| Killerry                              | 1.974 | Tirerrill | Killerry        | Sligo          |
| Killined                              | 38    | Corran    | Kilshalvy       | Boyle          |
| Killoran North                        | 305   | Leyny     | Killoran        | Tobercurry     |
| Killoran South                        | 241   | Leyny     | Killoran        | Tobercurry     |
| Killure                               | 111   | Leyny     | Kilmacteige     | Tobercurry     |
| Kilmacannon                           | 165   | Carbury   | Drumcliff       | Sligo          |
| Kilmacowen                            | 381   | Carbury   | Kilmacowen      | Sligo          |
| Kilmacteige                           | 2.158 | Leyny     | Kilmacteige     | Tobercurry     |
| Kilmacurkan                           | 72    | Tireragh  | Easky           | Dromore West   |
| Kilmacurkan                           | 345   | Tireragh  | Kilmacshalgan   | Dromore West   |
| Kilmorgan                             | 220   | Corran    | Kilmorgan       | Sligo          |
| Kilnaharry                            | 100   | Corran    | Kilshalvy       | Boyle          |
| Kilnamanagh                           | 388   | Leyny     | Ballysadare     | Sligo          |
| Kilross                               | 208   | Tirerrill | Kilross         | Sligo          |
| Kilrusheighter                        | 204   | Tireragh  | Templeboy       | Dromore West   |
| Kilsallagh                            | 118   | Corran    | Drumrat         | Boyle          |
| Kilsellagh                            | 576   | Carbury   | Drumcliff       | Sligo          |
| Kilshalvy                             | 510   | Corran    | Kilshalvy       | Boyle          |
| Kilstraghlan (o Ragwood)              | 294   | Coolavin  | Kilfree         | Boyle          |
| Kilturra                              | 424   | Corran    | Kilturra        | Tobercurry     |
| Kiltycahill                           | 677   | Carbury   | Calry           | Sligo          |
| Kiltycloghan                          | 125   | Tirerrill | Ballysumaghan   | Sligo          |
| Kiltycooly                            | 196   | Carbury   | Drumcliff       | Sligo          |
| Kiltycreen                            | 108   | Corran    | Kilshalvy       | Boyle          |
| Kiltykere                             | 176   | Carbury   | Ahamlish        | Sligo          |
| Kiltylough                            | 96    | Tirerrill | Kilmacallan     | Boyle          |
| Kiltyteige                            | 48    | Corran    | Drumrat         | Boyle          |
| Kilvarnet North                       | 254   | Leyny     | Kilvarnet       | Tobercurry     |
| Kilvarnet South                       | 12    | Leyny     | Kilvarnet       | Tobercurry     |
| Kinard                                | 142   | Tireragh  | Kilglass        | Dromore West   |
| Kincuillew                            | 831   | Leyny     | Kilmacteige     | Tobercurry     |
| Kingsborough                          | 76    | Tirerrill | Killadoon       | Boyle          |
| Kingsbrook                            | 236   | Tirerrill | Tawnagh         | Sligo          |
| Kingsfort                             | 215   | Corran    | Toomour         | Boyle          |
| Kingsfort                             | 103   | Tirerrill | Killerry        | Sligo          |
| Kingsmountain                         | 933   | Tireragh  | Templeboy       | Dromore West   |
| Kingsmountain (o Slievemore)          | 704   | Carbury   | Drumcliff       | Sligo          |
| Kinkillew                             | 262   | Tirerrill | Ballynakill     | Sligo          |
| Kinnagrelly                           | 585   | Leyny     | Ballysadare     | Sligo          |
| Kintogher                             | 386   | Carbury   | Drumcliff       | Sligo          |
| Knappagh Beg                          | 116   | Carbury   | St. Johns       | Sligo          |
| Knappagh More                         | 141   | Carbury   | St. Johns       | Sligo          |
| Knockacappul                          | 113   | Tirerrill | Killadoon       | Boyle          |
| Knockacappul                          | 312   | Tireragh  | Skreen          | Dromore West   |
| Knockaculleen                         | 227   | Tireragh  | Kilmacshalgan   | Dromore West   |
| Knockadalteen                         | 245   | Corran    | Emlaghfad       | Sligo          |
| Knockadoo                             | 42    | Tirerrill | Tawnagh         | Sligo          |
| Knockadoo                             | 808   | Leyny     | Killoran        | Tobercurry     |
| Knockagower                           | 92    | Tireragh  | Castleconor     | Dromore West   |
| Knockahoney                           | 290   | Leyny     | Kilmacteige     | Tobercurry     |
| Knockahurka                           | 76    | Corran    | Kilshalvy       | Boyle          |
| Knockalass                            | 39    | Corran    | Kilshalvy       | Boyle          |
| Knockalass                            | 133   | Corran    | Kilturra        | Tobercurry     |
| Knockalough                           | 110   | Corran    | Cloonoghil      | Tobercurry     |
| Knockanaher                           | 192   | Corran    | Drumrat         | Boyle          |
| Knockanarrow                          | 199   | Tirerrill | Kilmacallan     | Sligo          |
| Knockanbaun                           | 191   | Tireragh  | Kilmacshalgan   | Dromore West   |
| Knockanimma                           | 143   | Corran    | Kilshalvy       | Boyle          |
| Knockatelly                           | 129   | Corran    | Drumrat         | Boyle          |
| Knockatober                           | 102   | Tirerrill | Kilross         | Sligo          |
| Knockatotaun                          | 273   | Leyny     | Killoran        | Tobercurry     |
| Knockaun                              | 182   | Tirerrill | Drumcolumb      | Sligo          |
| Knockbeg East                         | 249   | Tirerrill | Ballysadare     | Sligo          |
| Knockbeg West                         | 449   | Tirerrill | Ballysadare     | Sligo          |
| Knockbrack                            | 274   | Corran    | Drumrat         | Boyle          |
| Knockbrack                            | 293   | Tireragh  | Castleconor     | Dromore West   |
| Knockbrack                            | 643   | Leyny     | Kilmacteige     | Tobercurry     |
| Knockbreenagher                       | 288   | Tirerrill | Drumcolumb      | Sligo          |
| Knockgrania                           | 133   | Corran    | Drumrat         | Boyle          |
| Knockgrania                           | 222   | Corran    | Kilturra        | Tobercurry     |
| Knocklough                            | 97    | Corran    | Toomour         | Boyle          |
| Knockmore                             | 220   | Tirerrill | Kilmactranny    | Boyle          |
| Knockmoynagh                          | 412   | Corran    | Kilmorgan       | Sligo          |
| Knockmuldoney                         | 53    | Leyny     | Ballysadare     | Sligo          |
| Knockmullin                           | 408   | Tirerrill | Ballysadare     | Sligo          |
| Knocknacross                          | 235   | Tirerrill | Kilmacallan     | Sligo          |
| Knocknacroy                           | 42    | Corran    | Toomour         | Sligo          |
| Knocknaganny                          | 98    | Carbury   | St. Johns       | Sligo          |
| Knocknageeha                          | 177   | Tirerrill | Ballysumaghan   | Sligo          |
| Knocknageeha                          | 124   | Corran    | Kilturra        | Tobercurry     |
| Knocknagore                           | 91    | Corran    | Drumrat         | Boyle          |
| Knocknagroagh                         | 125   | Corran    | Kilmorgan       | Sligo          |
| Knocknahoo                            | 178   | Coolavin  | Kilfree         | Boyle          |
| Knocknahur North                      | 137   | Carbury   | Kilmacowen      | Sligo          |
| Knocknahur South                      | 152   | Carbury   | Kilmacowen      | Sligo          |
| Knocknakillew (o Woodhill)            | 311   | Corran    | Cloonoghil      | Tobercurry     |
| Knocknalyre (o Downhill)              | 60    | Tireragh  | Kilmoremoy      | Ballina        |
| Knocknarea North                      | 200   | Carbury   | Killaspugbrone  | Sligo          |
| Knocknarea South                      | 253   | Carbury   | Killaspugbrone  | Sligo          |
| Knocknashammer                        | 228   | Coolavin  | Kilfree         | Boyle          |
| Knocknashammer (o Cloverhill)         | 285   | Carbury   | Kilmacowen      | Sligo          |
| Knocknashee Common                    | 48    | Leyny     | Achonry         | Tobercurry     |
| Knocknaskeagh                         | 309   | Coolavin  | Kilfree         | Boyle          |
| Knocknasliggaun                       | 370   | Leyny     | Kilmacteige     | Tobercurry     |
| Knocknawhishage                       | 98    | Corran    | Toomour         | Boyle          |
| Knockoconor                           | 145   | Corran    | Toomour         | Boyle          |
| Knockrawer                            | 81    | Corran    | Kilshalvy       | Boyle          |
| Knockrawer                            | 119   | Corran    | Kilturra        | Tobercurry     |
| Knockroe                              | 209   | Tirerrill | Aghanagh        | Boyle          |
| Knockroe                              | 508   | Tirerrill | Kilmactranny    | Boyle          |
| Knockroe                              | 182   | Tirerrill | Kilmacallan     | Sligo          |
| Knoxspark                             | 155   | Leyny     | Ballysadare     | Sligo          |
| Lackagh                               | 240   | Corran    | Kilmorgan       | Sligo          |
| Lackan                                | 421   | Tireragh  | Kilglass        | Dromore West   |
| Lackanatlieve                         | 531   | Tireragh  | Kilglass        | Dromore West   |
| Lackancahill                          | 109   | Tireragh  | Kilglass        | Dromore West   |
| Lahanacappul Island                   | 1     | Tireragh  | Dromard         | Dromore West   |
| Lahanagh                              | 196   | Carbury   | St. Johns       | Sligo          |
| Lahardan                              | 233   | Tirerrill | Killadoon       | Boyle          |
| Laragh                                | 122   | Tireragh  | Skreen          | Dromore West   |
| Larass (o Strandhill)                 | 388   | Carbury   | Killaspugbrone  | Sligo          |
| Largan                                | 468   | Leyny     | Ballysadare     | Sligo          |
| Largan                                | 798   | Leyny     | Kilmacteige     | Tobercurry     |
| Larkhill                              | 402   | Leyny     | Ballysadare     | Sligo          |
| Laughil                               | 2.184 | Leyny     | Achonry         | Tobercurry     |
| Lavagh                                | 199   | Tireragh  | Dromard         | Dromore West   |
| Lavagh                                | 245   | Leyny     | Achonry         | Tobercurry     |
| Lavally                               | 1.360 | Tirerrill | Ballysumaghan   | Sligo          |
| Lavally                               | 629   | Tirerrill | Killerry        | Sligo          |
| Lavally                               | 340   | Carran    | Toomour         | Sligo          |
| Lavinscartron                         | 75    | Tirerrill | Kilross         | Sligo          |
| Leaffony                              | 1.484 | Tireragh  | Kilglass        | Dromore West   |
| Lecarrow                              | 382   | Tirerrill | Aghanagh        | Boyle          |
| Lecarrow                              | 377   | Tireragh  | Kilmacshalgan   | Dromore West   |
| Lecarrow                              | 220   | Tireragh  | Skreen          | Dromore West   |
| Lecarrow                              | 141   | Tirerrill | Drumcolumb      | Sligo          |
| Lecarrow                              | 182   | Carbury   | Killaspugbrone  | Sligo          |
| Lecarrow                              | 214   | Corran    | Cloonoghil      | Tobercurry     |
| Lecarrow                              | 56    | Corran    | Emlaghfad       | Tobercurry     |
| Lecarrownaveagh                       | 131   | Tireragh  | Castleconor     | Dromore West   |
| Lecklasser                            | 475   | Carbury   | Rossinver       | Sligo          |
| Leekfield                             | 367   | Tireragh  | Skreen          | Dromore West   |
| Leitrim North                         | 443   | Leyny     | Achonry         | Tobercurry     |
| Leitrim South                         | 735   | Leyny     | Achonry         | Tobercurry     |
| Lenadoon                              | 51    | Tireragh  | Easky           | Dromore West   |
| Letterbrone                           | 1.289 | Leyny     | Kilmacteige     | Tobercurry     |
| Letterunshin                          | 1.756 | Tireragh  | Kilmacshalgan   | Dromore West   |
| Lillybrook                            | 66    | Tirerrill | Aghanagh        | Boyle          |
| Limnagh                               | 365   | Tirerrill | Aghanagh        | Boyle          |
| Lisbaleely                            | 267   | Coolavin  | Kilfree         | Boyle          |
| Lisbanagher                           | 141   | Tirerrill | Kilmacallan     | Sligo          |
| Lisconny                              | 242   | Tirerrill | Drumcolumb      | Sligo          |
| Lisconry                              | 85    | Corran    | Drumrat         | Boyle          |
| Lisdoogan                             | 226   | Corran    | Kilmorgan       | Sligo          |
| Lisduff                               | 152   | Leyny     | Ballysadare     | Sligo          |
| Lisduff                               | 275   | Carbury   | Calry           | Sligo          |
| Lisgorey                              | 85    | Carbury   | Calry           | Sligo          |
| Lisgullaun                            | 292   | Coolavin  | Killaraght      | Boyle          |
| Lisheenacooravan                      | 53    | Carbury   | Kilmacowen      | Sligo          |
| Liskeagh                              | 124   | Corran    | Kilshalvy       | Boyle          |
| Lislahelly                            | 546   | Carbury   | Drumcliff       | Sligo          |
| Lislary                               | 347   | Carbury   | Ahamlish        | Sligo          |
| Lislea                                | 367   | Corran    | Cloonoghil      | Tobercurry     |
| Lislea                                | 354   | Leyny     | Kilmacteige     | Tobercurry     |
| Lismacbryan                           | 318   | Tireragh  | Dromard         | Dromore West   |
| Lismerraun                            | 198   | Coolavin  | Killaraght      | Boyle          |
| Lisnagore                             | 130   | Corran    | Cloonoghil      | Tobercurry     |
| Lisnalurg                             | 180   | Carbury   | Drumcliff       | Sligo          |
| Lisnarawer                            | 195   | Tireragh  | Dromard         | Dromore West   |
| Lisruntagh                            | 133   | Tirerrill | Ballysadare     | Sligo          |
| Lissadill                             | 634   | Carbury   | Drumcliff       | Sligo          |
| Lissalough                            | 152   | Leyny     | Killoran        | Tobercurry     |
| Lissananny Beg                        | 403   | Corran    | Emlaghfad       | Boyle          |
| Lissananny More                       | 195   | Corran    | Emlaghfad       | Sligo          |
| Lissaneagh                            | 141   | Leyny     | Achonry         | Tobercurry     |
| Lissaneena                            | 362   | Tirerrill | Ballysadare     | Sligo          |
| Lissaneeny                            | 160   | Tirerrill | Ballynakill     | Sligo          |
| Lissawully                            | 59    | Carbury   | Killaspugbrone  | Sligo          |
| Lissergloon                           | 164   | Tirerrill | Ballysumaghan   | Sligo          |
| Lisserlough                           | 148   | Coolavin  | Killaraght      | Boyle          |
| Lissycoyne                            | 137   | Tirerrill | Kilmacallan     | Sligo          |
| Listrush                              | 91    | Corran    | Drumrat         | Boyle          |
| Lomcloon                              | 348   | Coolavin  | Killaraght      | Boyle          |
| Longford Demesne                      | 201   | Tireragh  | Dromard         | Dromore West   |
| Loughanelteen                         | 335   | Carbury   | Calry           | Sligo          |
| Loughannacrannoge                     | 44    | Tireragh  | Dromard         | Dromore West   |
| Luffertan                             | 136   | Carbury   | Killaspugbrone  | Sligo          |
| Lugacaha                              | 77    | Corran    | Kilmorgan       | Sligo          |
| Lugatober                             | 223   | Carbury   | Drumcliff       | Sligo          |
| Lugawarry                             | 311   | Leyny     | Ballysadare     | Sligo          |
| Lugbaun                               | 381   | Tireragh  | Dromard         | Dromore West   |
| Lugdoon                               | 665   | Tireragh  | Templeboy       | Dromore West   |
| Lugnadeffa                            | 359   | Leyny     | Ballysadare     | Sligo          |
| Lugnagall                             | 241   | Carbury   | Drumcliff       | Sligo          |
| Lugnamackan                           | 325   | Leyny     | Ballysadare     | Sligo          |
| Lugnamannow                           | 22    | Tireragh  | Castleconor     | Ballina        |
| Lurgan                                | 111   | Corran    | Toomour         | Boyle          |
| Lurgan                                | 119   | Tirerrill | Ballysumaghan   | Sligo          |
| Lyle                                  | 651   | Carbury   | Ahamlish        | Sligo          |
| Maghera                               | 56    | Corran    | Emlaghfad       | Sligo          |
| Magheraboy                            | Town  | Carbury   | St. Johns       | Sligo          |
| Magheraboy                            | 327   | Carbury   | St. Johns       | Sligo          |
| Magherabrack                          | 358   | Tireragh  | Kilglass        | Dromore West   |
| Magheraghanrush (o Deer Park)         | 270   | Carbury   | Calry           | Sligo          |
| Magheragillerneeve (o Springfield)    | 306   | Carbury   | Drumcliff       | Sligo          |
| Magheralackagh                        | 217   | Tirerrill | Kilmactranny    | Boyle          |
| Magheranore                           | 301   | Leyny     | Achonry         | Tobercurry     |
| Maguin's Island                       | 13    | Carbury   | Killaspugbrone  | Sligo          |
| Mahanagh                              | 869   | Coolavin  | Kilfree         | Boyle          |
| Markree Demesne                       | 507   | Tirerrill | Ballysadare     | Sligo          |
| Masreagh                              | 279   | Tireragh  | Skreen          | Dromore West   |
| Meelick Park                          | 58    | Corran    | Cloonoghil      | Tobercurry     |
| Meenagleragh                          | 890   | Leyny     | Kilmacteige     | Tobercurry     |
| Meenaglogh                            | 994   | Leyny     | Kilmacteige     | Tobercurry     |
| Meenamaddoo                           | 461   | Leyny     | Kilmacteige     | Tobercurry     |
| Meenmore                              | 214   | Corran    | Toomour         | Boyle          |
| Monasterredan                         | 675   | Coolavin  | Kilcolman       | Boyle          |
| Monasterredan (o Annaghbeg)           | 119   | Coolavin  | Kilcolman       | Boyle          |
| Monereagh                             | 287   | Tireragh  | Easky           | Dromore West   |
| Moneygold                             | 471   | Carbury   | Ahamlish        | Sligo          |
| Moneylahan                            | 501   | Carbury   | Rossinver       | Sligo          |
| Monks Island                          | 1     | Carbury   | Calry           | Sligo          |
| Montiagh                              | 1.446 | Leyny     | Achonry         | Tobercurry     |
| Moodoge                               | 798   | Carbury   | Rossinver       | Sligo          |
| Mount Irvine                          | 338   | Coolavin  | Kilfree         | Boyle          |
| Mount Temple                          | 410   | Carbury   | Ahamlish        | Sligo          |
| Mount Town                            | 384   | Tirerrill | Killadoon       | Boyle          |
| Mountedward (o Drangan)               | 307   | Carbury   | Ahamlish        | Sligo          |
| Mountgaffeny                          | 71    | Tirerrill | Aghanagh        | Boyle          |
| Moydough                              | 181   | Coolavin  | Kilfree         | Boyle          |
| Moygara                               | 1.174 | Coolavin  | Kilfree         | Boyle          |
| Moylough                              | 1.497 | Leyny     | Achonry         | Tobercurry     |
| Moymlough                             | 409   | Leyny     | Killoran        | Sligo          |
| Moyrush                               | 304   | Corran    | Cloonoghil      | Tobercurry     |
| Moytirra East                         | 195   | Tirerrill | Kilmactranny    | Boyle          |
| Moytirra West                         | 334   | Tirerrill | Kilmactranny    | Boyle          |
| Muck Island                           | 21    | Tirerrill | Kilmactranny    | Boyle          |
| Muckduff                              | 168   | Tireragh  | Castleconor     | Dromore West   |
| Muckelty                              | 278   | Leyny     | Achonry         | Tobercurry     |
| Muingwore                             | 1.086 | Tireragh  | Castleconor     | Dromore West   |
| Mullaghanarry                         | 317   | Leyny     | Achonry         | Tobercurry     |
| Mullaghcor                            | 132   | Corran    | Toomour         | Boyle          |
| Mullaghfarna                          | 159   | Tirerrill | Aghanagh        | Boyle          |
| Mullaghfin                            | 56    | Tirerrill | Killerry        | Sligo          |
| Mullaghgar                            | 62    | Carbury   | Calry           | Sligo          |
| Mullaghmore                           | 886   | Carbury   | Ahamlish        | Sligo          |
| Mullaghmore                           | 247   | Tirerrill | Ballynakill     | Sligo          |
| Mullaghmore West                      | 133   | Carbury   | Ahamlish        | Sligo          |
| Mullaghnabreena                       | 140   | Tirerrill | Ballysadare     | Sligo          |
| Mullaghnaneane                        | 912   | Carbury   | Drumcliff       | Sligo          |
| Mullaghroe                            | 432   | Coolavin  | Kilfree         | Boyle          |
| Mullanabreena                         | 426   | Leyny     | Achonry         | Tobercurry     |
| Mullanashee                           | 262   | Leyny     | Ballysadare     | Sligo          |
| Mullanfad                             | 315   | Carbury   | Rossinver       | Sligo          |
| Mullaroe                              | 117   | Tireragh  | Skreen          | Dromore West   |
| Mullaun                               | 1.740 | Leyny     | Achonry         | Tobercurry     |
| Mullauns                              | 154   | Tireragh  | Kilmoremoy      | Ballina        |
| Murhy                                 | 298   | Corran    | Toomour         | Boyle          |
| Murrillyroe                           | 215   | Tirerrill | Tawnagh         | Sligo          |
| Mweelroe                              | 234   | Coolavin  | Kilfree         | Boyle          |
| Newpark                               | 216   | Corran    | Kilmorgan       | Sligo          |
| Newtown                               | 410   | Tireragh  | Castleconor     | Dromore West   |
| Newtown                               | 154   | Carbury   | Ahamlish        | Sligo          |
| Newtown Anderson                      | Town  | Carbury   | Calry           | Sligo          |
| Newtowncliffony                       | 105   | Carbury   | Ahamlish        | Sligo          |
| Oakfield (o Derrydarragh)             | 344   | Carbury   | St. Johns       | Sligo          |
| Ogham                                 | 244   | Tirerrill | Tawnagh         | Sligo          |
| Ogham                                 | 475   | Corran    | Kilturra        | Tobercurry     |
| Oghambaun                             | 412   | Leyny     | Achonry         | Tobercurry     |
| Oghil                                 | 204   | Tireragh  | Kilglass        | Dromore West   |
| Oldgrange                             | 262   | Tireragh  | Easky           | Dromore West   |
| Oldrock (o Shancarrigeen)             | 205   | Corran    | Cloonoghil      | Tobercurry     |
| Oughaval                              | 187   | Leyny     | Kilmacteige     | Tobercurry     |
| Oughtagorey                           | 596   | Carbury   | Rossinver       | Sligo          |
| Ounagh                                | 831   | Leyny     | Kilmacteige     | Tobercurry     |
| Owenbeg                               | 1.466 | Tireragh  | Easky           | Dromore West   |
| Owenykeevan (o Tawnamaddoo)           | 844   | Tireragh  | Easky           | Dromore West   |
| Oyster Island                         | 32    | Carbury   | Killaspugbrone  | Sligo          |
| Parke                                 | 124   | Tireragh  | Kilglass        | Dromore West   |
| Parkmore                              | 103   | Tirerrill | Aghanagh        | Boyle          |
| Patch                                 | 186   | Tireragh  | Kilmacshalgan   | Dromore West   |
| Phaleesh                              | 191   | Corran    | Kilshalvy       | Boyle          |
| Portaghbradagh                        | 177   | Tireragh  | Kilmacshalgan   | Dromore West   |
| Portavaud                             | 140   | Tireragh  | Skreen          | Dromore West   |
| Portinch                              | 184   | Corran    | Emlaghfad       | Tobercurry     |
| Powellsborough                        | 1.041 | Leyny     | Achonry         | Tobercurry     |
| Primrosegrange                        | 101   | Carbury   | Killaspugbrone  | Sligo          |
| Pullagh                               | 216   | Leyny     | Achonry         | Tobercurry     |
| Quarryfield                           | 629   | Corran    | Cloonoghil      | Tobercurry     |
| Quigabar                              | 168   | Tireragh  | Kilglass        | Dromore West   |
| Quigaboy                              | 249   | Tireragh  | Kilglass        | Dromore West   |
| Quignalecka                           | 231   | Tireragh  | Kilmoremoy      | Ballina        |
| Quignalegan                           | 413   | Tireragh  | Kilmoremoy      | Ballina        |
| Quignamanger                          | 180   | Tireragh  | Kilmoremoy      | Ballina        |
| Quignashee                            | 555   | Tireragh  | Kilmoremoy      | Ballina        |
| Raghly                                | 169   | Carbury   | Drumcliff       | Sligo          |
| Ragwood (o Kilstraghlan)              | 294   | Coolavin  | Kilfree         | Boyle          |
| Rahaberna                             | 252   | Carbury   | Drumcliff       | Sligo          |
| Rahelly                               | 204   | Carbury   | Drumcliff       | Sligo          |
| Ranaghan Beg                          | 75    | Leyny     | Kilvarnet       | Tobercurry     |
| Ranaghan More                         | 174   | Leyny     | Kilvarnet       | Tobercurry     |
| Rannatruffaun East                    | 199   | Tirerrill | Killadoon       | Boyle          |
| Rannatruffaun West                    | 206   | Tirerrill | Killadoon       | Boyle          |
| Rathbarran                            | 402   | Leyny     | Killoran        | Tobercurry     |
| Rathbaun                              | 716   | Leyny     | Kilvarnet       | Tobercurry     |
| Rathbaun North                        | 108   | Corran    | Kilturra        | Tobercurry     |
| Rathbaun South                        | 85    | Corran    | Kilturra        | Tobercurry     |
| Rathbraghan                           | 262   | Carbury   | Calry           | Sligo          |
| Rathcarrick                           | 134   | Carbury   | Killaspugbrone  | Sligo          |
| Rathdonnell                           | 145   | Tireragh  | Castleconor     | Ballina        |
| Rathdoony Beg                         | 316   | Corran    | Emlaghfad       | Sligo          |
| Rathdoony More                        | 496   | Corran    | Emlaghfad       | Sligo          |
| Rathedmond                            | 191   | Carbury   | St. Johns       | Sligo          |
| Rathfrask                             | 201   | Carbury   | Ahamlish        | Sligo          |
| Rathgeean                             | 267   | Tirerrill | Killerry        | Sligo          |
| Rathglass                             | 336   | Tireragh  | Castleconor     | Dromore West   |
| Rathglass                             | 227   | Tireragh  | Templeboy       | Dromore West   |
| Rathgoonaun                           | 1.529 | Tireragh  | Kilmacshalgan   | Dromore West   |
| Rathgran                              | 309   | Leyny     | Kilvarnet       | Tobercurry     |
| Rathhugh                              | 247   | Carbury   | Ahamlish        | Sligo          |
| Rathkip                               | 290   | Tireragh  | Kilmoremoy      | Ballina        |
| Rathlee                               | 928   | Tireragh  | Easky           | Dromore West   |
| Rathmactiernan                        | 143   | Leyny     | Killoran        | Tobercurry     |
| Rathmadder                            | 162   | Coolavin  | Kilfree         | Boyle          |
| Rathmagurry                           | 553   | Leyny     | Achonry         | Tobercurry     |
| Rathmeel                              | 123   | Tireragh  | Kilmoremoy      | Ballina        |
| Rathmeel                              | 82    | Tireragh  | Easky           | Dromore West   |
| Rathmoney                             | 150   | Tirerrill | Killerry        | Sligo          |
| Rathmore                              | 368   | Leyny     | Killoran        | Tobercurry     |
| Rathmulpatrick                        | 224   | Tirerrill | Kilmacallan     | Sligo          |
| Rathmurphy                            | 104   | Tireragh  | Castleconor     | Dromore West   |
| Rathnakelliga                         | 48    | Corran    | Emlaghfad       | Sligo          |
| Rathnarrow (Brett)                    | 218   | Leyny     | Kilvarnet       | Tobercurry     |
| Rathnarrow (O'Hara)                   | 283   | Leyny     | Kilvarnet       | Tobercurry     |
| Rathonoragh                           | 106   | Carbury   | Killaspugbrone  | Sligo          |
| Rathosey                              | 1.012 | Leyny     | Killoran        | Tobercurry     |
| Rathquarter                           | 212   | Carbury   | Calry           | Sligo          |
| Rathrippin                            | 124   | Tirerrill | Ballysadare     | Sligo          |
| Rathscanlan                           | 604   | Leyny     | Achonry         | Tobercurry     |
| Rathtermon                            | 271   | Coolavin  | Killaraght      | Boyle          |
| Rathtinaun                            | 75    | Coolavin  | Killaraght      | Boyle          |
| Rathurlisk                            | 103   | Tireragh  | Templeboy       | Dromore West   |
| Reask                                 | 297   | Coolavin  | Killaraght      | Boyle          |
| Rinbaun                               | 876   | Leyny     | Achonry         | Tobercurry     |
| Rinn                                  | 126   | Corran    | Kilshalvy       | Boyle          |
| Rinn                                  | 55    | Leyny     | Ballysadare     | Sligo          |
| Rinn                                  | 27    | Carbury   | Killaspugbrone  | Sligo          |
| Rinnarogue                            | 180   | Corran    | Cloonoghil      | Tobercurry     |
| Rinroe                                | 196   | Tireragh  | Castleconor     | Dromore West   |
| Riverstown                            | Town  | Tirerrill | Drumcolumb      | Sligo          |
| Riverstown                            | Town  | Tirerrill | Kilmacallan     | Sligo          |
| Riverstown                            | 333   | Corran    | Kilshalvy       | Boyle          |
| Roadstown (o Ballinvally)             | 213   | Corran    | Cloonoghil      | Tobercurry     |
| Rockbrook                             | 231   | Tirerrill | Ballynakill     | Sligo          |
| Rockfinlough                          | 260   | Leyny     | Kilvarnet       | Tobercurry     |
| Rockley                               | Town  | Carbury   | Drumcliff       | Sligo          |
| Rooghan                               | 763   | Tirerrill | Ballynakill     | Sligo          |
| Roosky Beg                            | 58    | Corran    | Drumrat         | Boyle          |
| Roosky More                           | 109   | Corran    | Drumrat         | Boyle          |
| Ropefield (o Falnasoogaun)            | 384   | Leyny     | Kilvarnet       | Tobercurry     |
| Roscrib East                          | 187   | Corran    | Toomour         | Sligo          |
| Roscrib West                          | 141   | Corran    | Toomour         | Sligo          |
| Rosmore                               | 332   | Tirerrill | Kilmacallan     | Sligo          |
| Ross                                  | 273   | Coolavin  | Killaraght      | Boyle          |
| Ross                                  | 232   | Tireragh  | Skreen          | Dromore West   |
| Rosses Lower                          | 492   | Carbury   | Drumcliff       | Sligo          |
| Rosses Upper                          | Town  | Carbury   | Drumcliff       | Sligo          |
| Rosses Upper                          | 373   | Carbury   | Drumcliff       | Sligo          |
| Rover                                 | 569   | Tirerrill | Kilmactranny    | Boyle          |
| Rue                                   | 721   | Leyny     | Kilmacteige     | Tobercurry     |
| Rusheen                               | 301   | Tirerrill | Ballynakill     | Sligo          |
| Rusheen                               | 342   | Tirerrill | Drumcolumb      | Sligo          |
| Sandyhill                             | 308   | Leyny     | Achonry         | Tobercurry     |
| Scardan Beg                           | 150   | Carbury   | Killaspugbrone  | Sligo          |
| Scardan More                          | 200   | Carbury   | Killaspugbrone  | Sligo          |
| Scurmore                              | 330   | Tireragh  | Castleconor     | Dromore West   |
| Seafield                              | 218   | Carbury   | Kilmacowen      | Sligo          |
| Seefin                                | 195   | Coolavin  | Kilfree         | Boyle          |
| Seevness                              | 711   | Leyny     | Killoran        | Tobercurry     |
| Sessuecommon                          | 1.315 | Leyny     | Achonry         | Tobercurry     |
| Sessuegarry                           | 2.531 | Leyny     | Achonry         | Tobercurry     |
| Sessuegilroy                          | 1.424 | Leyny     | Achonry         | Tobercurry     |
| Shanaghy (o Ardnaree)                 | 522   | Tireragh  | Kilmoremoy      | Ballina        |
| Shancarrigeen (o Oldrock)             | 205   | Corran    | Cloonoghil      | Tobercurry     |
| Shancough                             | 146   | Tirerrill | Shancough       | Boyle          |
| Shancough                             | 237   | Leyny     | Killoran        | Tobercurry     |
| Shancrock                             | 778   | Carbury   | Rossinver       | Sligo          |
| Shannon Eighter                       | 174   | Carbury   | Calry           | Sligo          |
| Shannon Oughter                       | 184   | Carbury   | Calry           | Sligo          |
| Shannonspark East                     | 34    | Tireragh  | Easky           | Dromore West   |
| Shannonspark West                     | 10    | Tireragh  | Easky           | Dromore West   |
| Sheeanmore                            | 169   | Tireragh  | Skreen          | Dromore West   |
| Sheerevagh                            | 140   | Tirerrill | Kilmacallan     | Sligo          |
| Siberia (o Slieveroe)                 | 147   | Carbury   | Killaspugbrone  | Sligo          |
| Silverhill                            | 149   | Carbury   | Ahamlish        | Sligo          |
| Skibbolecorragh                       | 44    | Tireragh  | Skreen          | Dromore West   |
| Skreen Beg                            | 96    | Tireragh  | Skreen          | Dromore West   |
| Skreen More                           | 106   | Tireragh  | Skreen          | Dromore West   |
| Slievemore (o Kingsmountain)          | 704   | Carbury   | Drumcliff       | Sligo          |
| Slieveroe (o Siberia)                 | 147   | Carbury   | Killaspugbrone  | Sligo          |
| Sligo                                 | Town  | Carbury   | Calry           | Sligo          |
| Sligo                                 | Town  | Carbury   | St. Johns       | Sligo          |
| Slishwood                             | 374   | Tirerrill | Killerry        | Sligo          |
| Slishwood Islands                     | 1     | Tirerrill | Killerry        | Sligo          |
| Sniggeen                              | 54    | Corran    | Drumrat         | Boyle          |
| Soodry                                | 268   | Tireragh  | Skreen          | Dromore West   |
| Sooey                                 | 151   | Tirerrill | Ballynakill     | Sligo          |
| Spotfield                             | 318   | Tirerrill | Ballysadare     | Sligo          |
| Spring Garden                         | 361   | Tireragh  | Dromard         | Dromore West   |
| Springfield                           | 55    | Tirerrill | Tawnagh         | Sligo          |
| Springfield (o Magheragillerneeve)    | 306   | Carbury   | Drumcliff       | Sligo          |
| Spurtown (Duke)                       | 132   | Corran    | Kilshalvy       | Tobercurry     |
| Spurtown Lower                        | 260   | Corran    | Kilshalvy       | Boyle          |
| Sragh                                 | 264   | Coolavin  | Kilfree         | Boyle          |
| Sraheens                              | 73    | Tireragh  | Easky           | Dromore West   |
| Sralea                                | 60    | Corran    | Drumrat         | Boyle          |
| Srananagh                             | 301   | Tirerrill | Ballysumaghan   | Sligo          |
| Srarevagh                             | 74    | Carbury   | Ahamlish        | Sligo          |
| Sroove                                | 1.670 | Coolavin  | Kilcolman       | Boyle          |
| Stonehall (o Carrownageeragh)         | 208   | Leyny     | Ballysadare     | Sligo          |
| Stonepark                             | 213   | Coolavin  | Killaraght      | Boyle          |
| Stoneparks                            | 85    | Corran    | Emlaghfad       | Sligo          |
| Straduff                              | 746   | Tirerrill | Kilmactranny    | Boyle          |
| Strandhill (o Larass)                 | 388   | Carbury   | Killaspugbrone  | Sligo          |
| Streamstown                           | 369   | Leyny     | Ballysadare     | Sligo          |
| Streamstown                           | 200   | Leyny     | Achonry         | Tobercurry     |
| Streedagh                             | 490   | Carbury   | Ahamlish        | Sligo          |
| Tanrego East (o Carrowmore)           | 167   | Tireragh  | Dromard         | Dromore West   |
| Tanrego West                          | 297   | Tireragh  | Dromard         | Dromore West   |
| Tap                                   | 605   | Tirerrill | Shancough       | Boyle          |
| Tawnadremira                          | 1.060 | Tireragh  | Kilmacshalgan   | Dromore West   |
| Tawnagh                               | 146   | Corran    | Kilshalvy       | Boyle          |
| Tawnagh                               | 441   | Tirerrill | Tawnagh         | Sligo          |
| Tawnaghmore                           | 185   | Corran    | Kilshalvy       | Boyle          |
| Tawnalaghta                           | 1.109 | Tireragh  | Kilglass        | Dromore West   |
| Tawnalion                             | 134   | Corran    | Drumrat         | Boyle          |
| Tawnamaddoo (o Owenykeevan)           | 844   | Tireragh  | Easky           | Dromore West   |
| Tawnamore                             | 1.722 | Tireragh  | Kilmacshalgan   | Dromore West   |
| Tawnaneilleen                         | 646   | Leyny     | Kilmacteige     | Tobercurry     |
| Tawnatrohaun                          | 1.417 | Tireragh  | Skreen          | Dromore West   |
| Tawnatruffaun                         | 971   | Tireragh  | Kilmacshalgan   | Dromore West   |
| Tawnavoultry                          | 128   | Leyny     | Achonry         | Tobercurry     |
| Tawnymucklagh                         | 626   | Coolavin  | Kilcolman       | Boyle          |
| Tawran                                | 684   | Coolavin  | Killaraght      | Boyle          |
| Teesan                                | 159   | Carbury   | Drumcliff       | Sligo          |
| Templehouse Demesne                   | 568   | Leyny     | Kilvarnet       | Tobercurry     |
| Templenabree                          | 55    | Carbury   | Kilmacowen      | Sligo          |
| Templevanny                           | 177   | Corran    | Toomour         | Boyle          |
| Tieveboy                              | 159   | Corran    | Emlaghfad       | Boyle          |
| Tiraree                               | 89    | Corran    | Kilmorgan       | Sligo          |
| Tiratick                              | 134   | Tirerrill | Killerry        | Sligo          |
| Toberanania                           | 295   | Tirerrill | Killerry        | Sligo          |
| Toberawnaun                           | 173   | Tireragh  | Skreen          | Dromore West   |
| Toberbride                            | 138   | Tirerrill | Ballysadare     | Sligo          |
| Tubbercurry                           | Town  | Leyny     | Achonry         | Tobercurry     |
| Tubbercurry                           | 736   | Leyny     | Achonry         | Tobercurry     |
| Tobernaglashy                         | 83    | Tirerrill | Kilmacallan     | Sligo          |
| Tobernaveen                           | 58    | Carbury   | Kilmacowen      | Sligo          |
| Toberpatrick                          | 183   | Tireragh  | Skreen          | Dromore West   |
| Toberroddy                            | 233   | Leyny     | Kilmacteige     | Tobercurry     |
| Toberscanavan                         | Town  | Tirerrill | Ballysadare     | Sligo          |
| Toberscardan                          | 358   | Leyny     | Achonry         | Tobercurry     |
| Tobertelly                            | 714   | Leyny     | Achonry         | Tobercurry     |
| Tonafortes                            | 86    | Carbury   | St. Johns       | Sligo          |
| Tonaphubble                           | 111   | Carbury   | St. Johns       | Sligo          |
| Tonaponra                             | 106   | Corran    | Toomour         | Boyle          |
| Toomour                               | 508   | Corran    | Toomour         | Boyle          |
| Toorard                               | 65    | Tireragh  | Dromard         | Dromore West   |
| Toorboy                               | 109   | Tireragh  | Kilmacshalgan   | Dromore West   |
| Toorlestraun                          | 256   | Leyny     | Kilmacteige     | Tobercurry     |
| Tormore                               | 659   | Carbury   | Drumcliff       | Sligo          |
| Trasgarve                             | 426   | Tireragh  | Kilmacshalgan   | Dromore West   |
| Treanmacmurtagh                       | 585   | Tirerrill | Drumcolumb      | Boyle          |
| Treanmore                             | 129   | Tirerrill | Kilmactranny    | Boyle          |
| Treanmore                             | 437   | Corran    | Toomour         | Boyle          |
| Treanscrabbagh                        | 411   | Tirerrill | Aghanagh        | Boyle          |
| Trotts                                | 47    | Tireragh  | Kilglass        | Dromore West   |
| Tullaghaglass                         | 1.092 | Leyny     | Kilmacteige     | Tobercurry     |
| Tullaghan                             | 380   | Leyny     | Ballysadare     | Sligo          |
| Tullanaglug                           | 579   | Leyny     | Kilmacteige     | Tobercurry     |
| Tully                                 | 98    | Tirerrill | Killadoon       | Boyle          |
| Tully                                 | 456   | Corran    | Toomour         | Boyle          |
| Tully                                 | 271   | Carbury   | Calry           | Sligo          |
| Tully                                 | 208   | Carbury   | Drumcliff       | Sligo          |
| Tully                                 | 122   | Carbury   | Killaspugbrone  | Sligo          |
| Tully More                            | 231   | Tirerrill | Kilross         | Sligo          |
| Tullybeg                              | 155   | Tirerrill | Kilross         | Sligo          |
| Tullycusheen Beg                      | 264   | Leyny     | Achonry         | Tobercurry     |
| Tullycusheen More                     | 429   | Leyny     | Achonry         | Tobercurry     |
| Tullyhugh                             | 412   | Leyny     | Achonry         | Tobercurry     |
| Tullylin (o Ballyfeenaun)             | 1.498 | Tireragh  | Castleconor     | Dromore West   |
| Tullymoy                              | 248   | Leyny     | Kilmacteige     | Tobercurry     |
| Tullynagracken North                  | 54    | Carbury   | St. Johns       | Sligo          |
| Tullynagracken South                  | 209   | Carbury   | St. Johns       | Sligo          |
| Tullynure                             | 743   | Tirerrill | Kilmactranny    | Boyle          |
| Tullyvellia                           | 1.890 | Leyny     | Achonry         | Tobercurry     |
| Tunnagh                               | 191   | Corran    | Kilshalvy       | Boyle          |
| Tunnagh                               | 387   | Tirerrill | Ballynakill     | Sligo          |
| Turlaghyraun                          | 58    | Corran    | Kilmorgan       | Sligo          |
| Turnalaydan                           | 295   | Tirerrill | Drumcolumb      | Sligo          |
| Ummeryroe                             | 434   | Tirerrill | Shancough       | Boyle          |
| Union                                 | 1.155 | Tirerrill | Ballysadare     | Sligo          |
| Urlar                                 | 317   | Carbury   | Drumcliff       | Sligo          |
| Whitehill                             | 159   | Tirerrill | Aghanagh        | Boyle          |
| Whitehill                             | 313   | Tirerrill | Tawnagh         | Sligo          |
| Willowbrook                           | 100   | Carbury   | Calry           | Sligo          |
| Woodfield                             | 97    | Corran    | Emlaghfad       | Sligo          |
| Woodfield                             | 138   | Tirerrill | Killerry        | Sligo          |
| Woodhill (o Knocknakillew)            | 311   | Corran    | Cloonoghil      | Tobercurry     |
| Woodpark                              | 18    | Carbury   | Killaspugbrone  | Sligo          |